# Сборная России по футболу
Сбо́рная Росси́и по футбо́лу — команда, представляющая Россию на международных соревнованиях по футболу. Управляется Российским футбольным союзом — главным руководящим футбольным органом страны, который является членом ФИФА с 1912 года, УЕФА — с 1954 года. Сборная России признаётся ФИФА в качестве правопреемницы сборных Российской империи, РСФСР, СССР и СНГ. Однако по ряду причин достижения и статистику выступлений сборной России с 1992 года принято рассматривать отдельно от сборной СССР.
Российская сборная — участница четырёх чемпионатов мира (1994, 2002, 2014, 2018), шести чемпионатов Европы (1996, 2004, 2008, 2012, 2016, 2020). Как хозяйка турнира, сборная участвовала также в Кубке конфедераций 2017 года. Наивысшими достижениями являются разделённое с Турцией 3-е место на чемпионате Европы 2008 и 1/4 финала на чемпионате мира 2018.
Наибольшее количество матчей за сборную сыграл Сергей Игнашевич — 126 (8); лучший бомбардир сборной — Артём Дзюба (31 мяч). Главный тренер сборной — Валерий Карпин, назначенный на эту должность 23 июля 2021 года.
По состоянию на 10 июля 2025 года сборная России в рейтинге ФИФА занимает 35-е место.
С февраля 2022 года сборная России исключена из международных соревнований в связи со вторжением России на Украину.

## Краткая история сборной

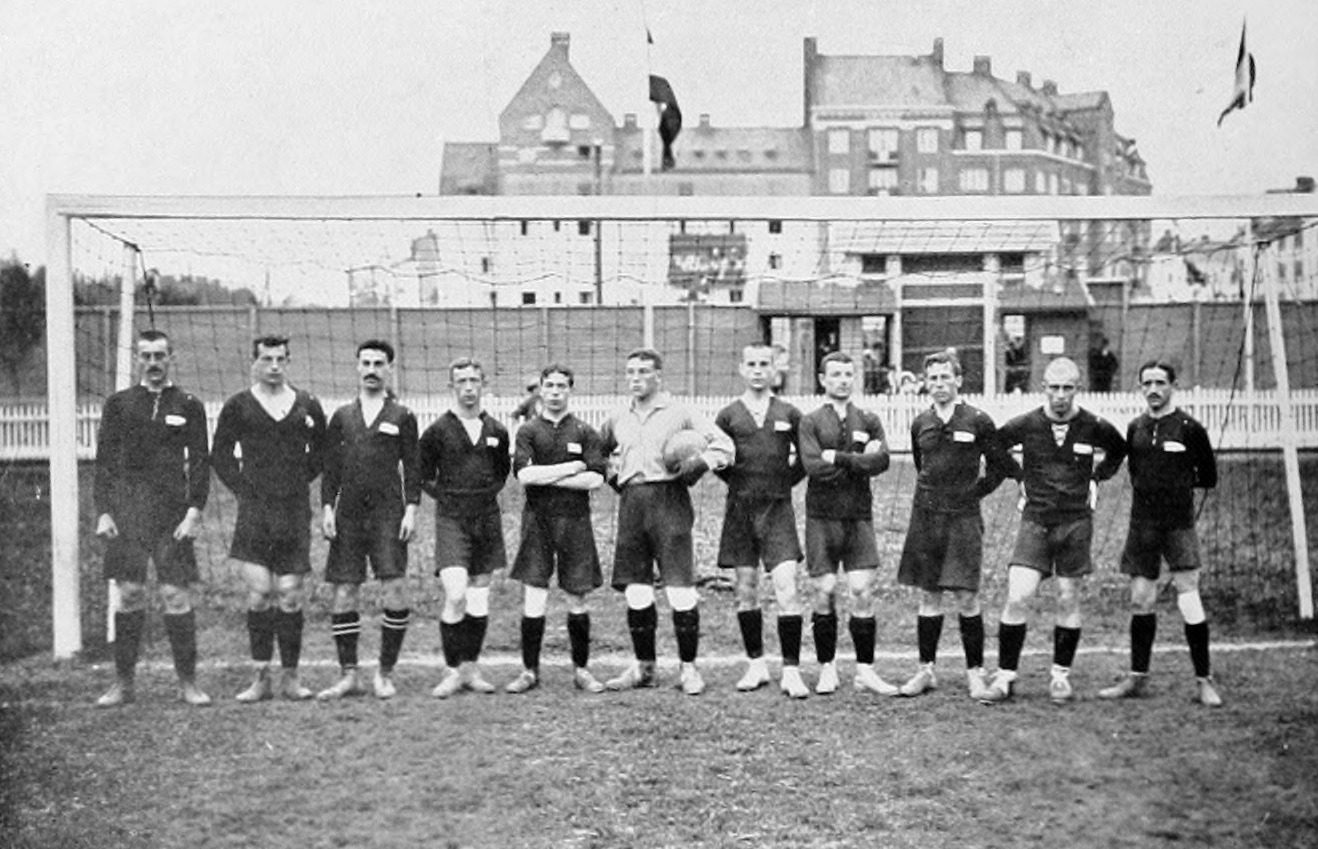
Сборная Российской империи на Летних Олимпийских играх 1912 года

Российская футбольная сборная располагает более чем столетней историей выступлений на Олимпийских играх, чемпионатах мира и Европы. 22 августа 1911 года Сборная Российской империи по футболу провела свой первый международный матч, носивший ранг товарищеского со сборной Англии. В реестры Российского футбольного союза и Международной федерации футбола — список официальных матчей сборной России — этот матч не вошёл. Сборная впервые появилась на V Летних Олимпийских играх в Стокгольме в 1912 году. В соревнованиях команда провела два матча, уступив в первом из них сборной Великого Княжества Финляндского в 1/4 финала со счётом 1:2, а затем в так называемом «утешительном» турнире Россия потерпела своё самое разгромное поражение в истории, проиграв сборной Германии со счётом 0:16. В течение следующих двух лет Россия провела несколько официальных игр с командами Скандинавии и не одержала ни одной победы. Однако, как сборная Москвы, Россия одержала в 1913 году крупную победу над сборной Норвегии со счётом 3:0. Планировались ещё несколько встреч с Германией, матч с Францией весной 1915 года, но Первая мировая война резко оборвала историю российского футбола (всего два матча в рамках всероссийской Олимпиады состоялись со сборными Риги и Ревеля).
Развитие футбола в стране было прервано Первой мировой войной, Октябрьской революцией и Гражданской войной. Новая национальная сборная начала выступления с 1923 года как сборная РСФСР, с 1924 — как СССР. Длительное время советские футбольные организации не считали себя частью ФИФА, и сборная играла лишь товарищеские матчи. Секция футбола СССР была принята в ФИФА в 1947. В 1952 году сборная СССР дебютировала на Олимпийских играх, в 1956 — выиграла олимпийский футбольный турнир. В 1957 команда дебютировала в отборочном турнире Чемпионата мира, откуда пробилась в финальный турнир 1958 года. В 1960 году сборная СССР завоевала титул чемпионов Европы. В последующий период команда трижды занимала второе место на чемпионатах Европы (1964, 1972, 1988), в 1966 заняла 4-е место на Чемпионате мира, вновь выиграла олимпийский турнир в 1988 году. (подробнее см. Сборная СССР по футболу). В 1992 году, уже после распада СССР, команда выступала на чемпионате Европы как сборная СНГ, после чего официально появилась современная сборная России. Из 20 человек, заявленных за сборную на Чемпионате Европы 1992 года, 15 продолжили выступления за сборную России, 4 — за другие сборные, 1 больше не выступал (в сравнении с этим, в сборной СССР Чемпионате мира 1990 года были примерно поровну представлены игроки из России и Украины).

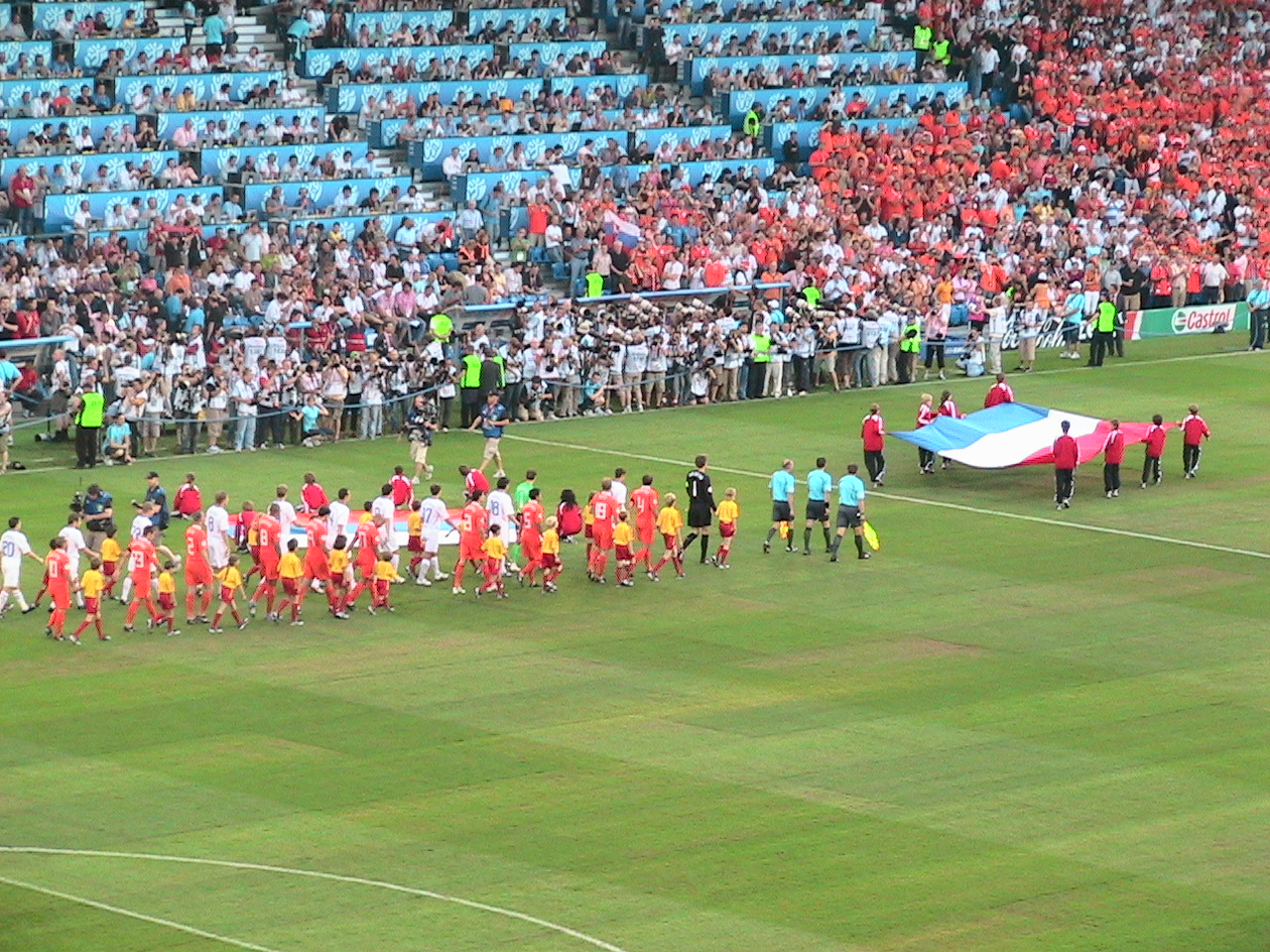
Футбольный матч Нидерланды — Россия (2008)

После второго места на чемпионате Европы 1988 года сборная СССР и России на протяжении 20 лет не могла преодолеть групповой этап чемпионатов мира и Европы. Кроме того, она вообще не попадала на чемпионаты мира 1998 и 2006 годов, а также пропустила чемпионат Европы 2000 года. В остальных турнирах, на которые ей удалось квалифицироваться, она не преодолевала групповой этап. «Снять проклятие группового этапа» удалось лишь в 2008 году, когда сборная вышла в полуфинал на чемпионате Европы, обыграв в четвертьфинале Нидерланды и проиграв только будущему чемпиону — Испании. Впрочем, после этого успеха в сборной наступил период кризиса: Россия пропустила чемпионат мира 2010 года, а на чемпионате Европы 2012 года не преодолела групповой этап. В 2014 году сборная вернулась на чемпионат мира по футболу в Бразилии после 12-летнего отсутствия, но и там не преодолела групповую стадию. В 2015 году в тяжелейшей борьбе сборная прошла на чемпионат Европы 2016 года, но и там не смогла преодолеть групповой этап.
В 2017 году российская команда на правах сборной страны-хозяйки впервые приняла участие в Кубке конфедераций, заняв 3-е место в группе, а в 2018 году она принимала участие в чемпионате мира также на правах сборной страны-хозяйки. 14 сентября 2017 года FIFA опубликовала обновлённый рейтинг сборных. За несколько месяцев до домашнего чемпионата мира сборная России обновила в данном рейтинге свой антирекорд, заняв лишь 64-е место с 558 очками. 7 июня 2018 года сборная России повторно обновила антирекорд, опустившись на 70-е место в рейтинге ФИФА.

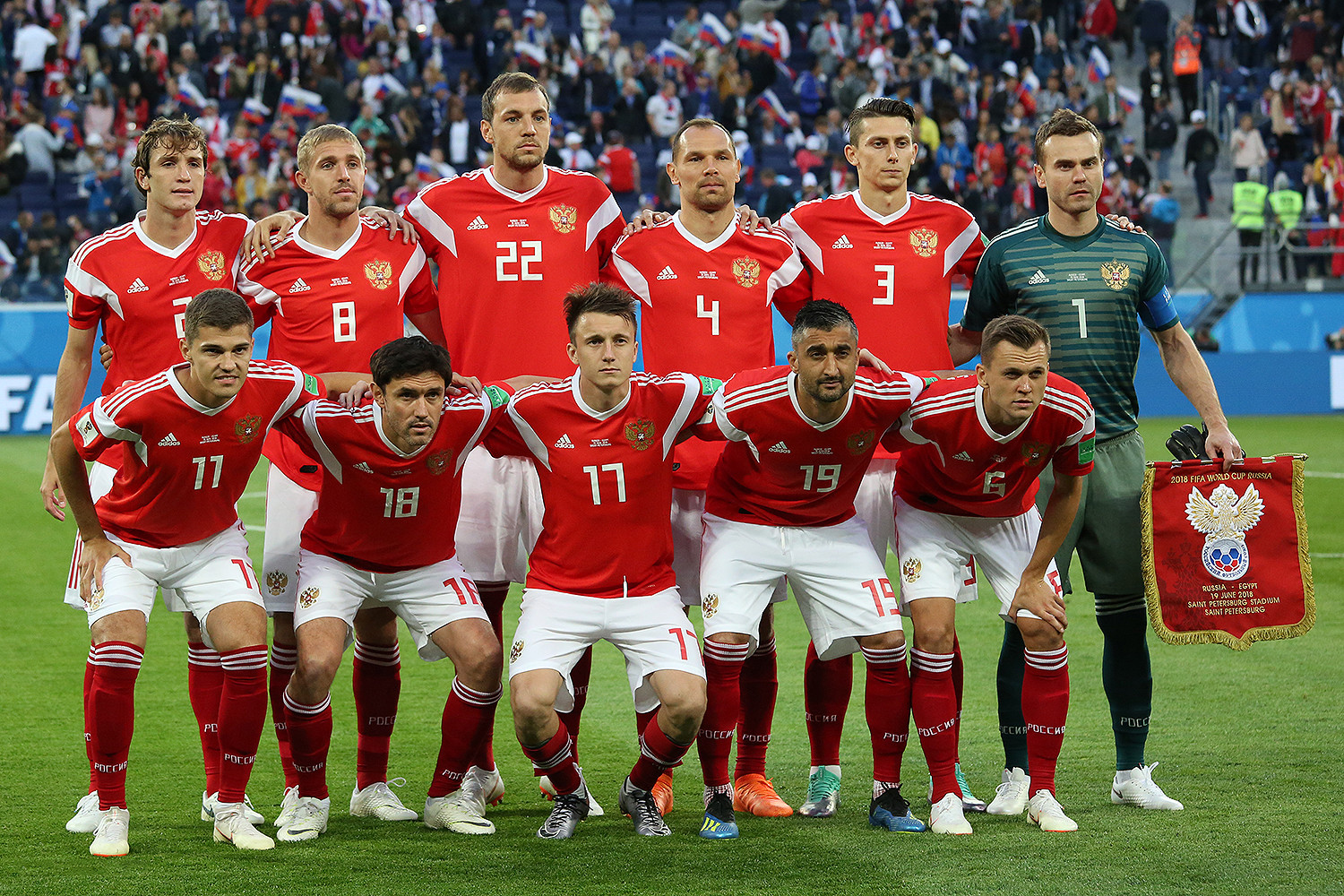
Сборная России на чемпионате мира 2018 года

В 2018 году, впервые после Евро-2008, сборная России сумела преодолеть групповой этап на крупных турнирах. Она впервые в своей новейшей истории (и впервые с 1986 года) вышла в плей-офф чемпионата мира, где дошла до четвертьфинала. В 1/8 финала сборная России обыграла в серии пенальти сборную Испании (первая серия послематчевых пенальти в истории сборной России), а в четвертьфинале также в серии пенальти сборная уступила команде Хорватии. В новом рейтинге FIFA, опубликованном 16 августа 2018 года, сборная России поднялась на 21 строчку (самый большой скачок среди всех сборных) и заняла 49-е место. Это самое большое количество позиций, которые команда отыгрывала за один раз. Прежний рекорд был зафиксирован в октябре 2010 года, когда россияне преодолели 15 строчек.
В 2021 году на чемпионате Европы 2020 года сборная России вновь не преодолела групповой этап, заняв последнее место в группе (одинаковое количество очков со вторым и третьим местами, но расположилась на четвёртом из-за дополнительных показателей) и установив антирекорд чемпионатов Европы — пять раз сборная России из шести участий в чемпионатах Европы (без учёта игр сборной СНГ) не выходила из группы.
В 2022 году ФИФА и УЕФА отстранили сборную России от всех чемпионатов и соревнований на неопределённый срок из-за вторжения на Украину.

## Домашний стадион

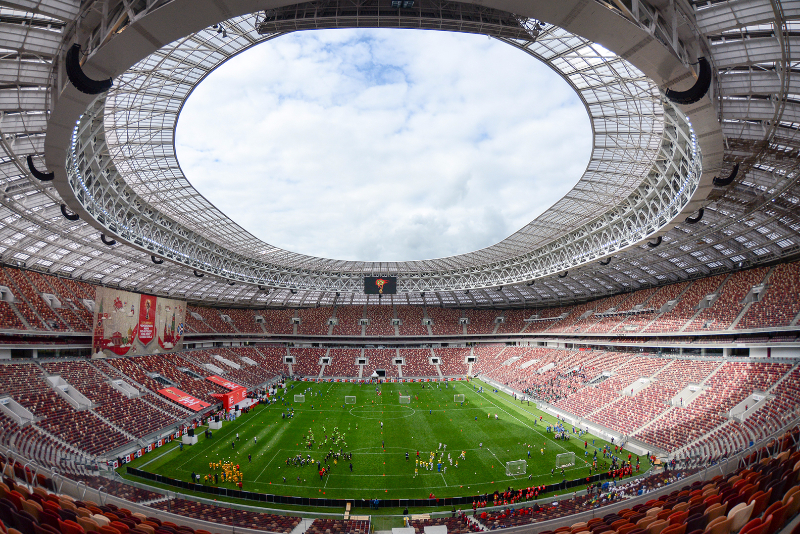
Стадион «Лужники»

Сборная не имеет постоянного стадиона. Домашние матчи команда проводит на различных аренах в европейской части страны. Матчи сборной чаще всего проводились на стадионах Москвы. В Москве состоялась первая домашняя игра сборной против Мексики 16 августа 1992 года.
Крупнейшими аренами для проведения международных матчей являются стадионы «Лужники» (81 000 мест) и «Санкт-Петербург» (62 315 мест). До реконструкции «Лужников» в 2013—2017 годах рекорд посещаемости сборной России был установлен 17 октября 2007 года в Москве — на матче против команды Англии присутствовало 78 000 зрителей.
В 2013—2017 годах стадион «Лужники» был закрыт на реконструкцию к чемпионату мира 2018 года. 11 ноября 2017 года в товарищеском матче между национальными сборными России и Аргентины (0:1), который прошёл на стадионе «Лужники», был обновлён рекорд посещаемости домашних матчей национальной команды. На трибунах присутствовали 78 750 зрителей. Этот матч стал первым после масштабной реконструкции арены. 14 июня 2018 года на матче открытия ЧМ-2018 против Саудовской Аравии (5:0) присутствовало 78 011 зрителей. В 2018 году он принял семь матчей чемпионата мира по футболу (4 матча групповой стадии, матч 1/8 финала, один из полуфинальных матчей и финальный матч).

## Ближайшие и последние игры

### Десять последних матчей
| Дата            | Стадион                                    | Соперник | Счёт | Статус матча | Игроки, забившие мяч за Россию                                                                     |
| --------------- | ------------------------------------------ | -------- | ---- | ------------ | -------------------------------------------------------------------------------------------------- |
| 20 ноября 2023  | «Волгоград Арена», Волгоград (д)           | Куба     | 8:0  | ТМ           | Обляков, Головин, Ан. Миранчук, Сильянов, Соболев, Пруцев, Кривцов, Мостовой                       |
| 21 марта 2024   | «Динамо», Москва (д)                       | Сербия   | 4:0  | ТМ           | Ан. Миранчук (пен.), Осипенко, Ал. Миранчук, Сергеев                                               |
| 7 июня 2024     | «Динамо», Минск (г)                        | Беларусь | 4:0  | ТМ           | Обляков, Тюкавин, Чалов (2)                                                                        |
| 5 сентября 2024 | «Ми Динь», Ханой (г)                       | Вьетнам  | 3:0  | ТМ           | Кузяев, Ван Тхань (а/г), Мусаев                                                                    |
| 15 ноября 2024  | «Краснодар», Краснодар (д)                 | Бруней   | 11:0 | ТМ           | Обляков (2), Отман (а/г), Морозов, Садулаев, Кривцов, Мусаев, Мостовой, Черников, Батраков, Адамов |
| 19 ноября 2024  | «Волгоград Арена», Волгоград (д)           | Сирия    | 4:0  | ТМ           | Осипенко (2, 1 — пен.), Самошников, Ал. Миранчук                                                   |
| 19 марта 2025   | «Динамо», Москва (д)                       | Гренада  | 5:0  | ТМ           | Пруцев, Адамов, Дзюба, Фомин, Бакаев                                                               |
| 25 марта 2025   | «Динамо», Москва (д)                       | Замбия   | 5:0  | ТМ           | Глушенков (3), Вахания, Батраков                                                                   |
| 6 июня 2025     | «Лужники», Москва (д)                      | Нигерия  | 1:1  | ТМ           | Аджайи (а/г)                                                                                       |
| 10 июня 2025    | Национальный футбольный стадион, Минск (г) | Беларусь | 4:1  | ТМ           | Гладышев (4)                                                                                       |

1. ↑  Первым указано число голов, забитых в ворота соперника.

| - д — матч в России (домашний) - г — матч на поле соперника (гостевой) - н — матч на нейтральном поле | - ТМ — товарищеский матч - пен. — гол забит с пенальти - а/г — автогол |

### Ближайшие матчи
Товарищеские матчи
- 4 сентября 2025 —  Иордания (д)
- 7 сентября 2025 —  Катар (г)
- 10 октября 2025 —  Иран (д)
- 14 октября 2025 —  Боливия (д)
- 12 ноября 2025 —  Перу (д)
- 15 ноября 2025 —  Чили (д)

## Статистика выступлений в официальных турнирах

### Чемпионат Европы
| Год   | Раунд турнира          | Матчи | Победы | Ничьи | Поражения | Забито | Пропущено |
| ----- | ---------------------- | ----- | ------ | ----- | --------- | ------ | --------- |
| 1996  | Групповой раунд        | 3     | 0      | 1     | 2         | 4      | 8         |
| 2000  | Не прошла квалификацию | —     | —      | —     | —         | —      | —         |
| 2004  | Групповой раунд        | 3     | 1      | 0     | 2         | 2      | 4         |
| 2008  | 1/2 финала             | 5     | 3      | 0     | 2         | 7      | 8         |
| 2012  | Групповой раунд        | 3     | 1      | 1     | 1         | 5      | 3         |
| 2016  | Групповой раунд        | 3     | 0      | 1     | 2         | 2      | 6         |
| 2020  | Групповой раунд        | 3     | 1      | 0     | 2         | 2      | 7         |
| 2024  | Исключена              | —     | —      | —     | —         | —      | —         |
| 2028  | —                      | —     | —      | —     | —         | —      | —         |
| 2032  | —                      | —     | —      | —     | —         | —      | —         |
| Итого | 6/8                    | 20    | 6      | 3     | 11        | 22     | 36        |

### Чемпионат мира
| Год   | Раунд турнира          | Матчи | Победы | Ничьи | Поражения | Забито | Пропущено |
| ----- | ---------------------- | ----- | ------ | ----- | --------- | ------ | --------- |
| 1994  | Групповой раунд        | 3     | 1      | 0     | 2         | 7      | 6         |
| 1998  | Не прошла квалификацию | —     | —      | —     | —         | —      | —         |
| 2002  | Групповой раунд        | 3     | 1      | 0     | 2         | 4      | 4         |
| 2006  | Не прошла квалификацию | —     | —      | —     | —         | —      | —         |
| 2010  | Не прошла квалификацию | —     | —      | —     | —         | —      | —         |
| 2014  | Групповой раунд        | 3     | 0      | 2     | 1         | 2      | 3         |
| 2018  | 1/4 финала             | 5     | 2      | 2     | 1         | 11     | 7         |
| 2022  | Исключена              | —     | —      | —     | —         | —      | —         |
| 2026  | Исключена              | —     | —      | —     | —         | —      | —         |
| 2030  | —                      | —     | —      | —     | —         | —      | —         |
| 2034  | —                      | —     | —      | —     | —         | —      | —         |
| Итого | 4/9                    | 14    | 4      | 4     | 6         | 24     | 20        |

### Кубок конфедераций
| Год   | Раунд турнира   | Матчи | Победы | Ничьи | Поражения | Забито | Пропущено |
| ----- | --------------- | ----- | ------ | ----- | --------- | ------ | --------- |
| 1992  | Не участвовала  | —     | —      | —     | —         | —      | —         |
| 1995  | Не участвовала  | —     | —      | —     | —         | —      | —         |
| 1997  | Не участвовала  | —     | —      | —     | —         | —      | —         |
| 1999  | Не участвовала  | —     | —      | —     | —         | —      | —         |
| 2001  | Не участвовала  | —     | —      | —     | —         | —      | —         |
| 2003  | Не участвовала  | —     | —      | —     | —         | —      | —         |
| 2005  | Не участвовала  | —     | —      | —     | —         | —      | —         |
| 2009  | Не участвовала  | —     | —      | —     | —         | —      | —         |
| 2013  | Не участвовала  | —     | —      | —     | —         | —      | —         |
| 2017  | Групповой раунд | 3     | 1      | 0     | 2         | 3      | 3         |
| Итого | 1/10            | 3     | 1      | 0     | 2         | 3      | 3         |

### Лига наций УЕФА
| Год     | Раунд турнира            | Матчи | Победы | Ничьи | Поражения | Забито | Пропущено |
| ------- | ------------------------ | ----- | ------ | ----- | --------- | ------ | --------- |
| 2018/19 | Групповой раунд (Лига B) | 4     | 2      | 1     | 1         | 4      | 3         |
| 2020/21 | Групповой раунд (Лига B) | 6     | 2      | 2     | 2         | 9      | 12        |
| 2022/23 | Исключена                | —     | —      | —     | —         | —      | —         |
| 2024/25 | Исключена                | —     | —      | —     | —         | —      | —         |
| Итого   | 2/4                      | 10    | 4      | 3     | 3         | 13     | 15        |

## Текущий состав
Расширенный список игроков для участия в товарищеских матчах против сборной Иордании (4 сентября 2025) и сборной Катара (7 сентября 2025)
Игры и голы приведены по состоянию на 10 июня 2025 года
| Имя                  | Дата рождения             | Клуб                    | Матчи (голы) | Дебют за сборную                       |
| Вратари              | Вратари                   | Вратари                 | Вратари      | Вратари                                |
| -------------------- | ------------------------- | ----------------------- | ------------ | -------------------------------------- |
| Станислав Агкацев    | 9 января 2002 (23 года)   | Краснодар               | 2 (0)        | против Брунея 15 ноября 2024           |
| Виталий Гудиев       | 22 апреля 1995 (30 лет)   | Акрон                   | 0 (0)        | —                                      |
| Александр Максименко | 19 марта 1998 (27 лет)    | Спартак (Москва)        | 3 (0)        | против Беларуси 7 июня 2024            |
| Матвей Сафонов       | 25 февраля 1999 (26 лет)  | Пари Сен-Жермен         | 14 (−9)      | против Польши 1 июня 2021              |
| Евгений Ставер       | 16 февраля 1998 (27 лет)  | Рубин                   | 0 (0)        | —                                      |
| Защитники            |                           |                         |              |                                        |
| Арсен Адамов         | 20 октября 1999 (25 лет)  | Зенит (Санкт-Петербург) | 7 (2)        | против Кении 16 октября 2023           |
| Мингиян Бевеев       | 30 ноября 1995 (29 лет)   | Балтика                 | 0 (0)        | —                                      |
| Илья Вахания         | 14 января 2001 (24 года)  | Ростов                  | 4 (1)        | против Беларуси 7 июня 2024            |
| Юрий Горшков         | 13 марта 1999 (26 лет)    | Зенит (Санкт-Петербург) | 6 (0)        | против Кении 16 октября 2023           |
| Игорь Дивеев         | 27 сентября 1999 (25 лет) | ЦСКА (Москва)           | 16 (1)       | против Молдовы 12 ноября 2020          |
| Данил Круговой       | 28 мая 1998 (27 лет)      | ЦСКА (Москва)           | 5 (0)        | против Кыргызстана 24 сентября 2022    |
| Руслан Литвинов      | 18 августа 2001 (24 года) | Спартак (Москва)        | 5 (0)        | против Узбекистана 20 ноября 2022      |
| Матвей Лукин         | 27 апреля 2004 (21 год)   | ЦСКА (Москва)           | 0 (0)        | —                                      |
| Евгений Морозов      | 14 февраля 2001 (24 года) | Локомотив (Москва)      | 5 (1)        | против Сербии 21 марта 2024            |
| Максим Осипенко      | 16 мая 1994 (31 год)      | Динамо (Москва)         | 14 (3)       | против Мальты 7 сентября 2021          |
| Валентин Пальцев     | 12 июля 2001 (24 года)    | Динамо (Махачкала)      | 2 (0)        | против Вьетнама 5 сентября 2024        |
| Александр Сильянов   | 17 февраля 2001 (24 года) | Локомотив (Москва)      | 10 (1)       | против Кыргызстана 24 сентября 2022    |
| Полузащитники        |                           |                         |              |                                        |
| Зелимхан Бакаев      | 1 июля 1996 (29 лет)      | Локомотив (Москва)      | 15 (2)       | против Кипра 13 октября 2019           |
| Дмитрий Баринов      | 11 сентября 1996 (28 лет) | Локомотив (Москва)      | 20 (0)       | против Сан-Марино 8 июня 2019          |
| Алексей Батраков     | 9 июня 2005 (20 лет)      | Локомотив (Москва)      | 5 (2)        | против Брунея 15 ноября 2024           |
| Данил Глебов         | 3 ноября 1999 (25 лет)    | Динамо (Москва)         | 14 (0)       | против Кипра 11 ноября 2021            |
| Кирилл Глебов        | 10 ноября 2005 (19 лет)   | ЦСКА (Москва)           | 0 (0)        | —                                      |
| Максим Глушенков     | 28 июля 1999 (26 лет)     | Зенит (Санкт-Петербург) | 4 (3)        | против Кыргызстана 24 сентября 2022    |
| Александр Головин    | 30 мая 1996 (29 лет)      | Монако                  | 47 (6)       | против Беларуси 7 июня 2015            |
| Артём Карпукас       | 13 июня 2002 (23 года)    | Локомотив (Москва)      | 4 (0)        | против Беларуси 7 июня 2024            |
| Матвей Кисляк        | 26 июля 2005 (20 лет)     | ЦСКА (Москва)           | 4 (0)        | против Гренады 19 марта 2025           |
| Никита Кривцов       | 18 августа 2002 (23 года) | Краснодар               | 3 (2)        | против Кубы 20 ноября 2023             |
| Алексей Миранчук     | 17 октября 1995 (29 лет)  | Атланта Юнайтед         | 46 (8)       | против Беларуси 7 июня 2015            |
| Антон Миранчук       | 17 октября 1995 (29 лет)  | Сьон                    | 31 (7)       | против Республики Корея 7 октября 2017 |
| Андрей Мостовой      | 5 ноября 1997 (27 лет)    | Зенит (Санкт-Петербург) | 19 (3)       | против Швеции 8 октября 2020           |
| Иван Обляков         | 5 июля 1998 (27 лет)      | ЦСКА (Москва)           | 11 (5)       | против Молдовы 12 ноября 2020          |
| Вадим Раков          | 9 января 2005 (20 лет)    | Крылья Советов          | 0 (0)        | —                                      |
| Лечи Садулаев        | 8 января 2000 (25 лет)    | Ахмат                   | 8 (1)        | против Таджикистана 17 ноября 2022     |
| Наиль Умяров         | 27 июня 2000 (25 лет)     | Спартак (Москва)        | 0 (0)        | —                                      |
| Даниил Фомин         | 2 марта 1997 (28 лет)     | Динамо (Москва)         | 17 (1)       | против Турции 11 октября 2020          |
| Александр Черников   | 1 февраля 2000 (25 лет)   | Краснодар               | 3 (1)        | против Кубы 20 ноября 2023             |
| Нападающие           |                           |                         |              |                                        |
| Дмитрий Воробьёв     | 28 ноября 1997 (27 лет)   | Локомотив (Москва)      | 1 (0)        | против Вьетнама 5 сентября 2024        |
| Тамерлан Мусаев      | 29 июля 2001 (24 года)    | ЦСКА (Москва)           | 4 (2)        | против Вьетнама 5 сентября 2024        |
| Иван Сергеев         | 11 мая 1995 (30 лет)      | Динамо (Москва)         | 6 (1)        | против Кении 16 октября 2023           |

### Недавние вызовы
Менее года с момента последнего вызова.
| Имя                      | Дата рождения             | Клуб                    | Матчи (голы) | Дебют за сборную                   |
| Вратари                  | Вратари                   | Вратари                 | Вратари      | Вратари                            |
| ------------------------ | ------------------------- | ----------------------- | ------------ | ---------------------------------- |
| Давид Волк               | 11 апреля 2001 (24 года)  | Динамо (Махачкала)      | 0 (0)        | —                                  |
| Илья Лантратов           | 11 ноября 1995 (29 лет)   | Локомотив (Москва)      | 1 (0)        | против Брунея 15 ноября 2024       |
| Евгений Латышонок        | 21 июня 1998 (27 лет)     | Зенит (Санкт-Петербург) | 2 (0)        | против Вьетнама 5 сентября 2024    |
| Андрей Лунёв             | 13 ноября 1991 (33 года)  | Динамо (Москва)         | 9 (−15)      | против Ирана 10 октября 2017       |
| Антон Митрюшкин          | 8 февраля 1996 (29 лет)   | Локомотив (Москва)      | 0 (0)        | —                                  |
| Защитники                |                           |                         |              |                                    |
| Джамалутдин Абдулкадыров | 23 марта 2005 (20 лет)    | ЦСКА (Москва)           | 1 (0)        | против Беларуси 10 июня 2025       |
| Турпал-Али Ибишев        | 18 февраля 2002 (23 года) | Ахмат                   | 2 (0)        | против Гренады 19 марта 2025       |
| Вячеслав Караваев        | 20 мая 1995 (30 лет)      | Зенит (Санкт-Петербург) | 26 (2)       | против Кипра 13 октября 2019       |
| Виктор Мелёхин           | 16 декабря 2003 (21 год)  | Ростов                  | 2 (0)        | против Нигерии 6 июня 2025         |
| Илья Рожков              | 29 марта 2005 (20 лет)    | Рубин                   | 0 (0)        | —                                  |
| Илья Самошников          | 14 ноября 1997 (27 лет)   | Спартак (Москва)        | 4 (1)        | против Хорватии 1 сентября 2021    |
| Александр Солдатенков    | 28 декабря 1996 (28 лет)  | Крылья Советов          | 6 (0)        | против Таджикистана 17 ноября 2022 |
| Полузащитники            |                           |                         |              |                                    |
| Ярослав Гладышев         | 5 мая 2003 (22 года)      | Динамо (Москва)         | 2 (4)        | против Нигерии 6 июня 2025         |
| Иван Комаров             | 15 апреля 2003 (22 года)  | Ростов                  | 1 (0)        | против Замбии 25 марта 2025        |
| Сергей Пиняев            | 2 ноября 2004 (20 лет)    | Локомотив (Москва)      | 9 (1)        | против Таджикистана 17 ноября 2022 |
| Данил Пруцев             | 25 марта 2000 (25 лет)    | Спартак (Москва)        | 7 (2)        | против Ирана 23 марта 2023         |
| Кирилл Щетинин           | 17 января 2002 (23 года)  | Ростов                  | 1 (0)        | против Беларуси 10 июня 2025       |
| Нападающие               |                           |                         |              |                                    |
| Артём Дзюба              | 22 августа 1988 (36 лет)  | Акрон                   | 56 (31)      | против Греции 11 ноября 2011       |
| Николай Комличенко       | 29 июня 1995 (30 лет)     | Локомотив (Москва)      | 8 (1)        | против Шотландии 10 октября 2019   |
| Константин Тюкавин       | 22 июня 2002 (23 года)    | Динамо (Москва)         | 6 (1)        | против Кипра 4 сентября 2021       |
| Фёдор Чалов              | 10 апреля 1998 (27 лет)   | ПАОК                    | 8 (3)        | против Бельгии 21 марта 2019       |

## Рекордсмены

### Наибольшее количество матчей

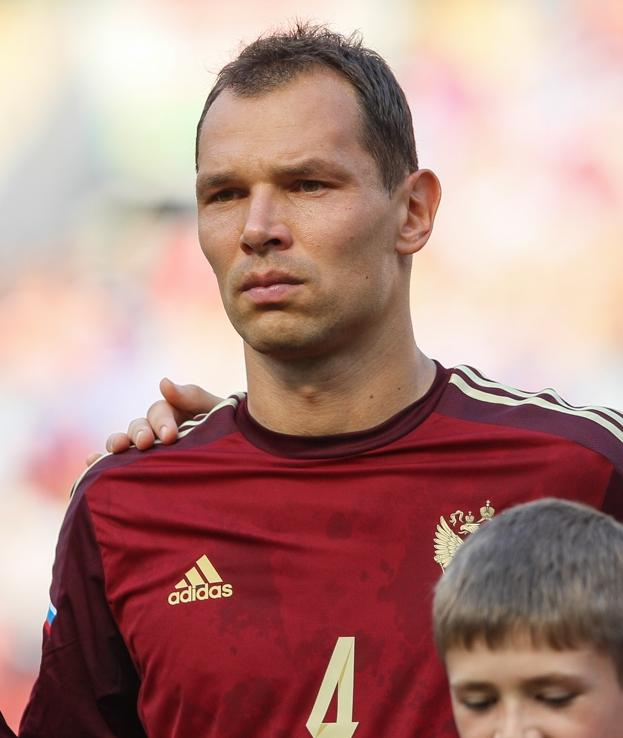
Сергей Игнашевич — рекордсмен по числу проведённых матчей за сборную России

| • | Футболист                        | Дата рождения              | Первый матч | Игр | Мячей | Последний матч |
| - | -------------------------------- | -------------------------- | ----------- | --- | ----- | -------------- |
|   | Игнашевич, Сергей Николаевич     | 14 июля 1979 (46 лет)      | 21.08.2002  | 126 | 8     | 07.07.2018     |
| • | Акинфеев, Игорь Владимирович     | 8 апреля 1986 (39 лет)     | 28.04.2004  | 110 | −95   | 07.07.2018     |
|   | Онопко, Виктор Савельевич        | 14 октября 1969 (55 лет)   | 16.08.1992  | 109 | 7     | 18.08.2004     |
|   | Жирков, Юрий Валентинович        | 20 августа 1983 (42 года)  | 09.02.2005  | 104 | 2     | 12.06.2021     |
|   | Березуцкий, Василий Владимирович | 20 июня 1982 (43 года)     | 07.06.2003  | 101 | 5     | 09.10.2016     |
|   | Кержаков, Александр Анатольевич  | 27 ноября 1982 (42 года)   | 27.03.2002  | 90  | 30    | 26.03.2016     |
|   | Анюков, Александр Геннадьевич    | 28 сентября 1982 (42 года) | 25.05.2004  | 76  | 1     | 14.08.2013     |
|   | Аршавин, Андрей Сергеевич        | 29 мая 1981 (44 года)      | 17.05.2002  | 74  | 17    | 15.08.2012     |
|   | Карпин, Валерий Георгиевич       | 2 февраля 1969 (56 лет)    | 16.08.1992  | 72  | 17    | 12.02.2003     |
|   | Бесчастных, Владимир Евгеньевич  | 1 апреля 1974 (51 год)     | 16.08.1992  | 71  | 26    | 29.03.2003     |

### Лучшие бомбардиры

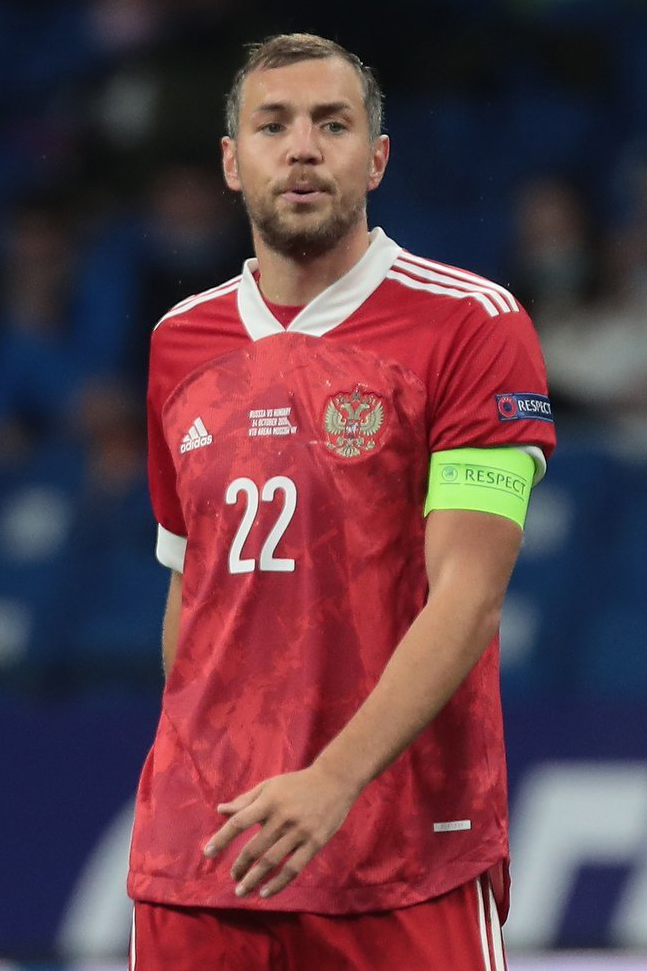
Артём Дзюба — лучший бомбардир за всю историю сборной России

| • | Футболист                        | Дата рождения             | Первый матч | Игр | Мячей | Сред. | Последний матч |
| - | -------------------------------- | ------------------------- | ----------- | --- | ----- | ----- | -------------- |
| • | Дзюба, Артём Сергеевич           | 22 августа 1988 (36 лет)  | 11.11.2011  | 56  | 31    | 0.55  | 19.03.2025     |
|   | Кержаков, Александр Анатольевич  | 27 ноября 1982 (42 года)  | 27.03.2002  | 90  | 30    | 0.33  | 26.03.2016     |
|   | Бесчастных, Владимир Евгеньевич  | 1 апреля 1974 (51 год)    | 16.08.1992  | 71  | 26    | 0.37  | 29.03.2003     |
|   | Павлюченко, Роман Анатольевич    | 15 декабря 1981 (43 года) | 20.08.2003  | 50  | 21    | 0.42  | 15.08.2012     |
|   | Карпин, Валерий Георгиевич       | 2 февраля 1969 (56 лет)   | 16.08.1992  | 72  | 17    | 0.24  | 12.02.2003     |
|   | Аршавин, Андрей Сергеевич        | 29 мая 1981 (44 года)     | 17.05.2002  | 74  | 17    | 0.23  | 15.08.2012     |
|   | Смолов, Фёдор Михайлович         | 9 февраля 1990 (35 лет)   | 14.11.2012  | 45  | 16    | 0.36  | 14.11.2021     |
|   | Сычёв, Дмитрий Евгеньевич        | 26 октября 1983 (41 год)  | 27.03.2002  | 47  | 15    | 0.32  | 11.08.2010     |
|   | Широков, Роман Николаевич        | 6 июля 1981 (44 года)     | 26.03.2008  | 56  | 13    | 0.23  | 20.06.2016     |
|   | Колыванов, Игорь Владимирович    | 6 марта 1968 (57 лет)     | 14.10.1992  | 35  | 12    | 0.36  | 05.09.1998     |
| • | Кокорин, Александр Александрович | 19 марта 1991 (34 года)   | 11.11.2011  | 47  | 12    | 0.26  | 14.11.2017     |
| • | Черышев, Денис Дмитриевич        | 26 декабря 1990 (34 года) | 14.11.2012  | 33  | 12    | 0.36  | 04.09.2021     |

Примечания
|  | Футболисты текущего состава (вызывались за последний год) |

(•) — пометка для действующих футболистов

## Домашние стадионы
| Стадион                        | Город           | Первый матч           | Последний матч        | И  | В  | Н  | П | ЗГ | ПГ | Ср. посещ. |
| ------------------------------ | --------------- | --------------------- | --------------------- | -- | -- | -- | - | -- | -- | ---------- |
| Лужники                        | Москва          | 14 октября 1992 года  | 6 июня 2025 года      | 36 | 21 | 10 | 5 | 60 | 22 | 42 723     |
| Локомотив                      | Москва          | 16 августа 1992 года  | 6 июня 2014 года      | 28 | 16 | 8  | 4 | 56 | 20 | 20 589     |
| Динамо                         | Москва          | 29 мая 1996 года      | 25 марта 2025 года    | 24 | 17 | 7  | 0 | 55 | 12 | 15 721     |
| Санкт-Петербург                | Санкт-Петербург | 17 июня 2017 года     | 26 марта 2023 года    | 9  | 5  | 1  | 3 | 19 | 14 | 44 942     |
| Петровский                     | Санкт-Петербург | 20 августа 1997 года  | 26 мая 2014 года      | 9  | 8  | 0  | 1 | 19 | 3  | 18 397     |
| Спартак                        | Москва          | 12 октября 2014 года  | 7 сентября 2021 года  | 6  | 3  | 1  | 2 | 7  | 3  | 37 413     |
| Кубань                         | Краснодар       | 17 ноября 2004 года   | 14 ноября 2015 года   | 4  | 3  | 1  | 0 | 9  | 2  | 27 250     |
| Арена Химки                    | Химки           | 3 сентября 2014 года  | 7 июня 2015 года      | 4  | 3  | 1  | 0 | 12 | 2  | 6109       |
| Арена ЦСКА                     | Москва          | 9 июня 2017 года      | 8 октября 2020 года   | 4  | 1  | 2  | 1 | 7  | 6  | 18 977     |
| Фишт                           | Сочи            | 28 марта 2017 года    | 27 марта 2021 года    | 4  | 2  | 2  | 0 | 7  | 6  | 33 646     |
| Казань Арена                   | Казань          | 24 июня 2017 года     | 8 октября 2021 года   | 3  | 1  | 1  | 1 | 2  | 3  | 37 428     |
| Краснодар                      | Краснодар       | 9 октября 2016 года   | 15 ноября 2024 года   | 3  | 1  | 0  | 2 | 14 | 6  | 29 021     |
| Волгоград Арена                | Волгоград       | 20 ноября 2023 года   | 19 ноября 2024 года   | 2  | 2  | 0  | 0 | 12 | 0  | 38 167     |
| Калининград                    | Калининград     | 11 октября 2018 года  | 9 сентября 2019 года  | 2  | 1  | 1  | 0 | 1  | 0  | 31 758     |
| Арсенал                        | Тула            | 19 мая 1999 года      | 19 мая 1999 года      | 1  | 0  | 1  | 0 | 1  | 1  | 13 000     |
| Центральный                    | Волгоград       | 16 октября 2002 года  | 16 октября 2002 года  | 1  | 1  | 0  | 0 | 4  | 1  | 16 000     |
| Центральный стадион профсоюзов | Воронеж         | 17 ноября 2010 года   | 17 ноября 2010 года   | 1  | 0  | 0  | 1 | 0  | 2  | 34 000     |
| Центральный                    | Казань          | 6 сентября 2013 года  | 6 сентября 2013 года  | 1  | 1  | 0  | 0 | 4  | 1  | 22 000     |
| Олимп-2                        | Ростов-на-Дону  | 17 ноября 2015 года   | 17 ноября 2015 года   | 1  | 0  | 0  | 1 | 1  | 3  | 15 000     |
| Ахмат Арена                    | Грозный         | 15 ноября 2016 года   | 15 ноября 2016 года   | 1  | 1  | 0  | 0 | 1  | 0  | 30 000     |
| Самара Арена                   | Самара          | 25 июня 2018 года     | 25 июня 2018 года     | 1  | 0  | 0  | 1 | 0  | 3  | 41 970     |
| Ростов Арена                   | Ростов-на-Дону  | 10 сентября 2018 года | 10 сентября 2018 года | 1  | 1  | 0  | 0 | 5  | 1  | 42 200     |
| Мордовия Арена                 | Саранск         | 8 июня 2019 года      | 8 июня 2019 года      | 1  | 1  | 0  | 0 | 9  | 0  | 42 241     |
| Нижний Новгород                | Нижний Новгород | 11 июня 2019 года     | 11 июня 2019 года     | 1  | 1  | 0  | 0 | 1  | 0  | 42 228     |

## Тренерский штаб
| Должность                          | Тренер             |
| ---------------------------------- | ------------------ |
| Главный тренер                     | Валерий Карпин     |
| Тренер                             | Виктор Онопко      |
| Тренер                             | Николай Писарев    |
| Тренер                             | Юрий Никифоров     |
| Тренер вратарей                    | Виталий Кафанов    |
| Тренер по физподготовке            | Луис Мартинес      |
| Тренер-аналитик                    | Хонатан Альба      |
| Ассистент тренера по физподготовке | Хуан Агуар         |
| Начальник команды                  | Сергей Куличенко   |
| Врач сборной                       | Михаил Вартапетов  |
| Врач сборной                       | Владимир Хайтин    |
| Врач сборной                       | Константин Моденов |
| Физиотерапевт                      | Карлос Калвар      |
| Физиотерапевт                      | Хуан Фернандес     |
| Массажист                          | Павел Скорик       |

## Главные тренеры
| Период       | Тренер             | Продолжительность         | Официальные турниры |
| ------------ | ------------------ | ------------------------- | --- |
| 1992 — 1994  | Павел Садырин      | 2 года 12 дней            | ОЧМ-1994: 2-е место в группе; ЧМ-1994: 3-е место в группе |
| 1994 — 1996  | Олег Романцев      | 1 год 11 месяцев 13 дней  | ОЧЕ-1996: 1-е место в группе; ЧЕ-1996: 4-е место в группе |
| 1996 — 1998  | Борис Игнатьев     | 1 год 11 месяцев 8 дней   | ОЧМ-1998: 2-е место в группе, поражение в стыковых матчах |
| 1998         | Анатолий Бышовец   | 4 месяца 26 дней          | ОЧЕ-2000 (3 матча) |
| 1998 — 2002  | Олег Романцев      | 3 года 6 месяцев 10 дней  | ОЧЕ-2000 (7 матчей): 3-е место в группе; ОЧМ-2002: 1-е место в группе; ЧМ-2002: 3-е место в группе |
| 2002 — 2003  | Валерий Газзаев    | 1 год 1 месяц 17 дней     | ОЧЕ-2004 (5 матчей) |
| 2003 — 2005  | Георгий Ярцев      | 1 год 7 месяцев 11 дней   | ОЧЕ-2004 (5 матчей): 2-е место в группе, победа в стыковых матчах; ЧЕ-2004: 4-е место в группе; ОЧМ-2006 (6 матчей)                                                                                               |
| 2005 — 2006  | Юрий Сёмин         | 8 месяцев 13 дней         | ОЧМ-2006 (6 матчей): 3-е место в группе |
| 2006 — 2010  | Гус Хиддинк        | 3 года 11 месяцев 21 день | ОЧЕ-2008: 2-е место в группе; ЧЕ-2008: 1/2 финала; ОЧМ-2010: 2-е место в группе, поражение в стыковых матчах |
| 2010 — 2012  | Дик Адвокат        | 1 год 11 месяцев 1 день   | ОЧЕ-2012: 1-е место в группе; ЧЕ-2012: 3-е место в группе |
| 2012 — 2015  | Фабио Капелло      | 2 года 11 месяцев 18 дней | ОЧМ-2014: 1-е место в группе; ЧМ-2014: 3-е место в группе; ОЧЕ-2016 (6 матчей) |
| 2015 — 2016  | Леонид Слуцкий     | 10 месяцев 23 дня         | ОЧЕ-2016 (4 матча): 2-е место в группе; ЧЕ-2016: 4-е место в группе |
| 2016 — 2021  | Станислав Черчесов | 4 года 10 месяцев 28 дней | КК-2017: 3-е место в группе; ЧМ-2018: 1/4 финала; ЛН 2018/19: 2-е место в группе (Лига B); ОЧЕ-2020: 2-е место в группе; ЛН 2020/21: 2-е место в группе (Лига B); ЧЕ-2020: 4-е место в группе; ОЧМ-2022 (3 матча) |
| 2021 — н. в. | Валерий Карпин     |                           | ОЧМ-2022 (7 матчей): 2-е место в группе |

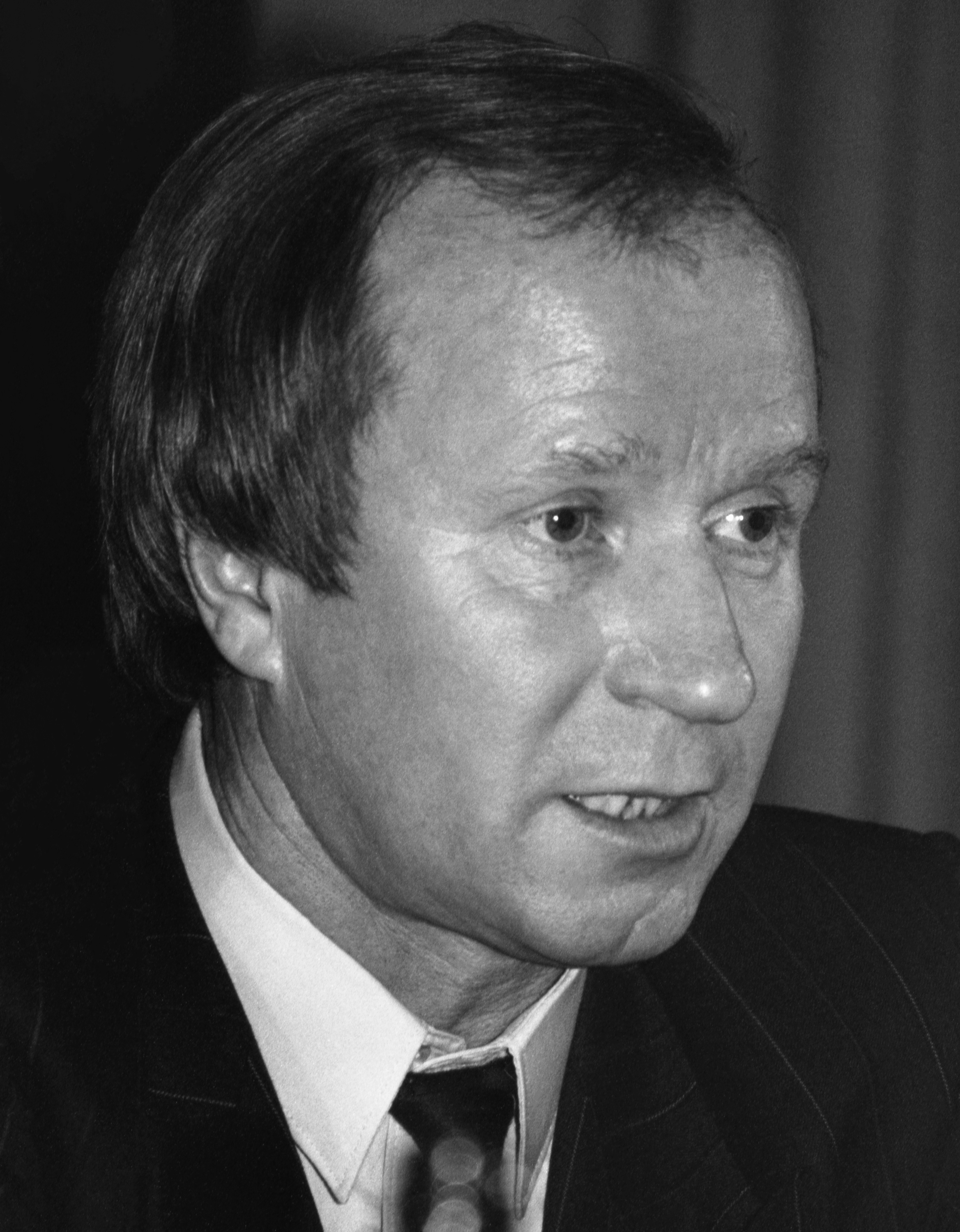
Павел Садырин
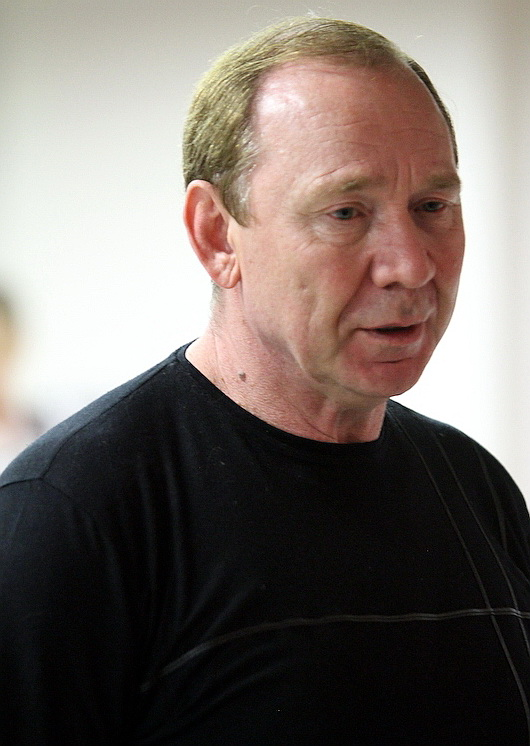
Олег Романцев
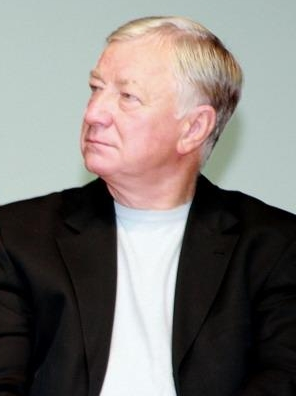
Борис Игнатьев
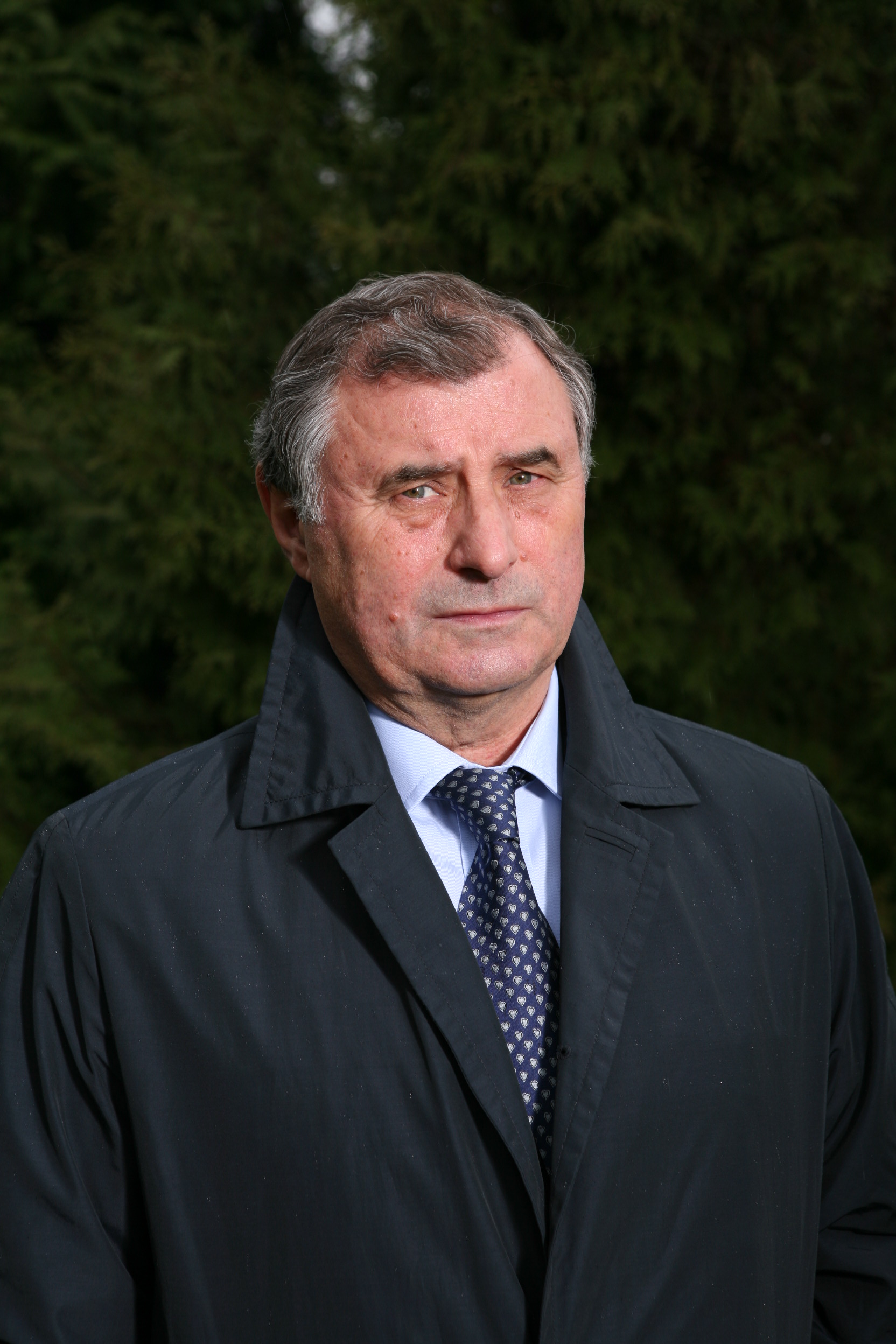
Анатолий Бышовец
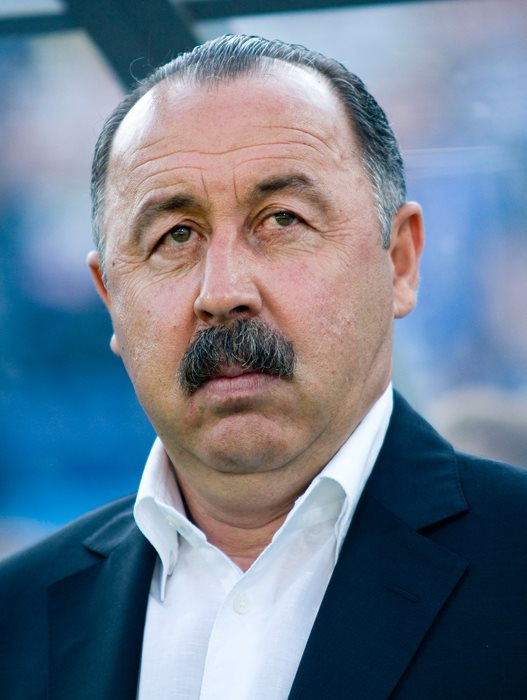
Валерий Газзаев
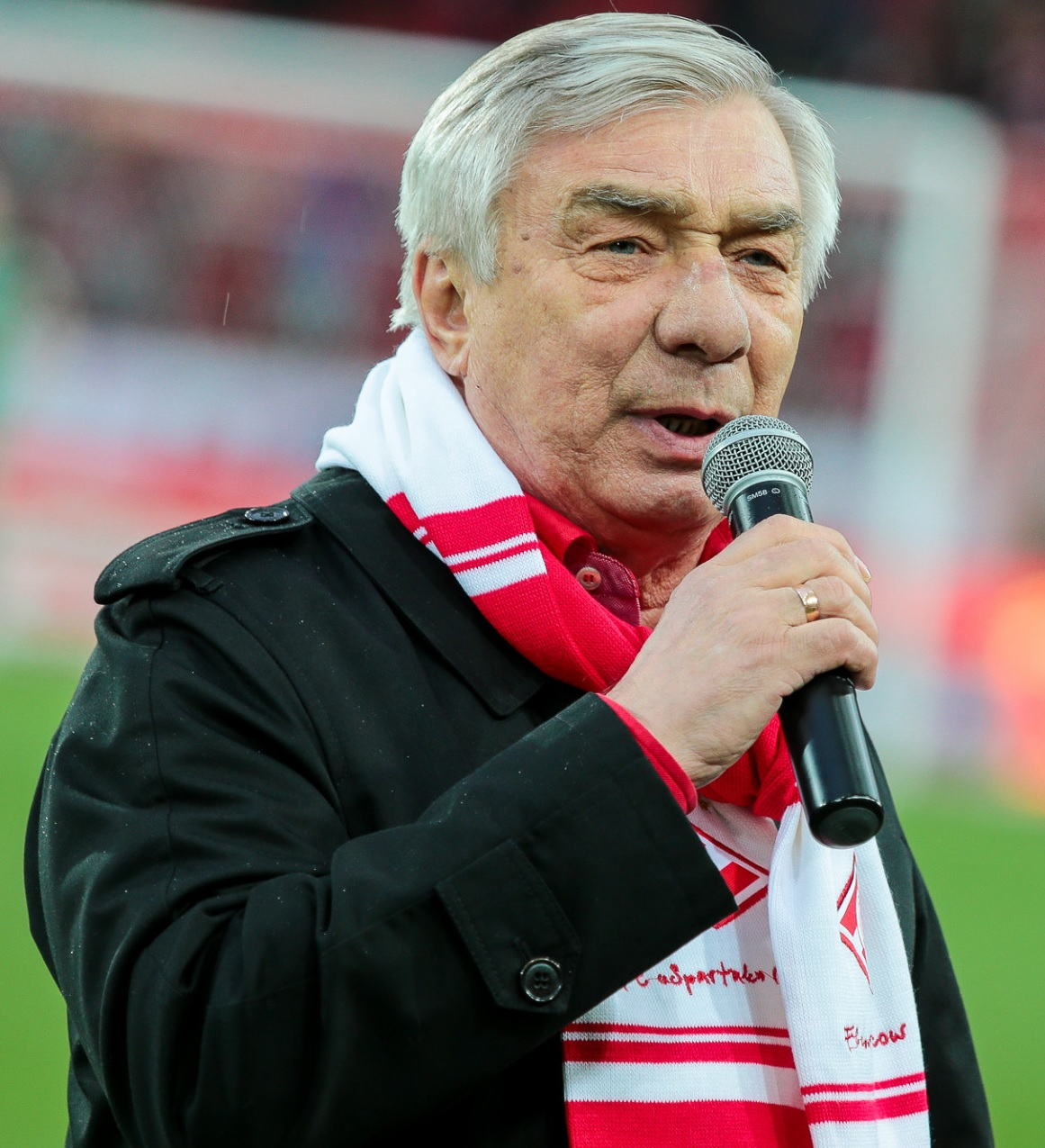
Георгий Ярцев
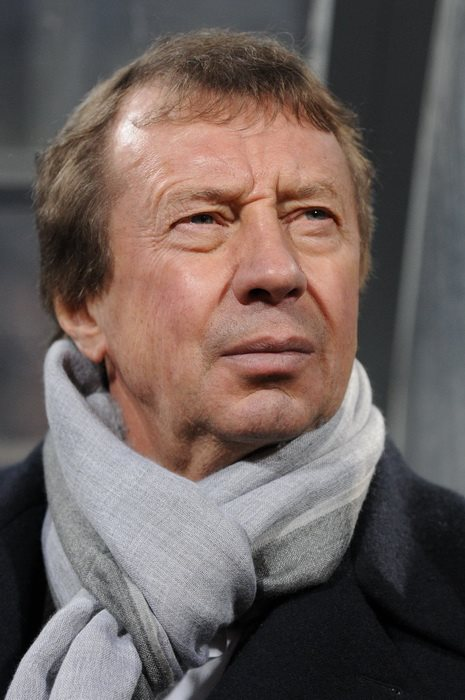
Юрий Сёмин
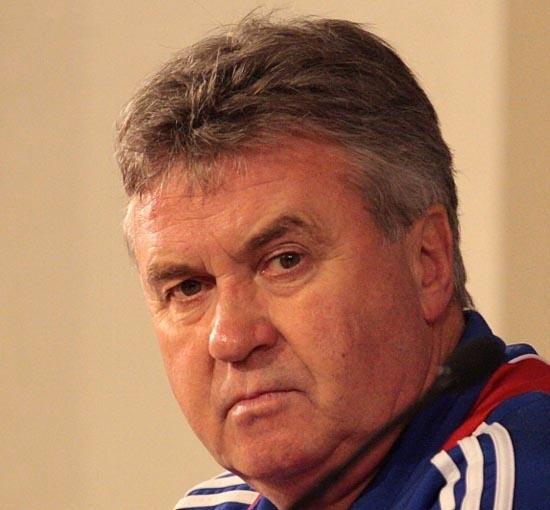
Гус Хиддинк
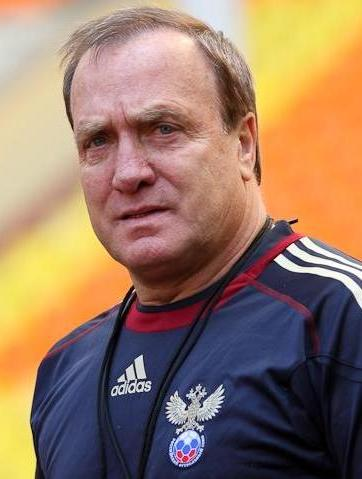
Дик Адвокат
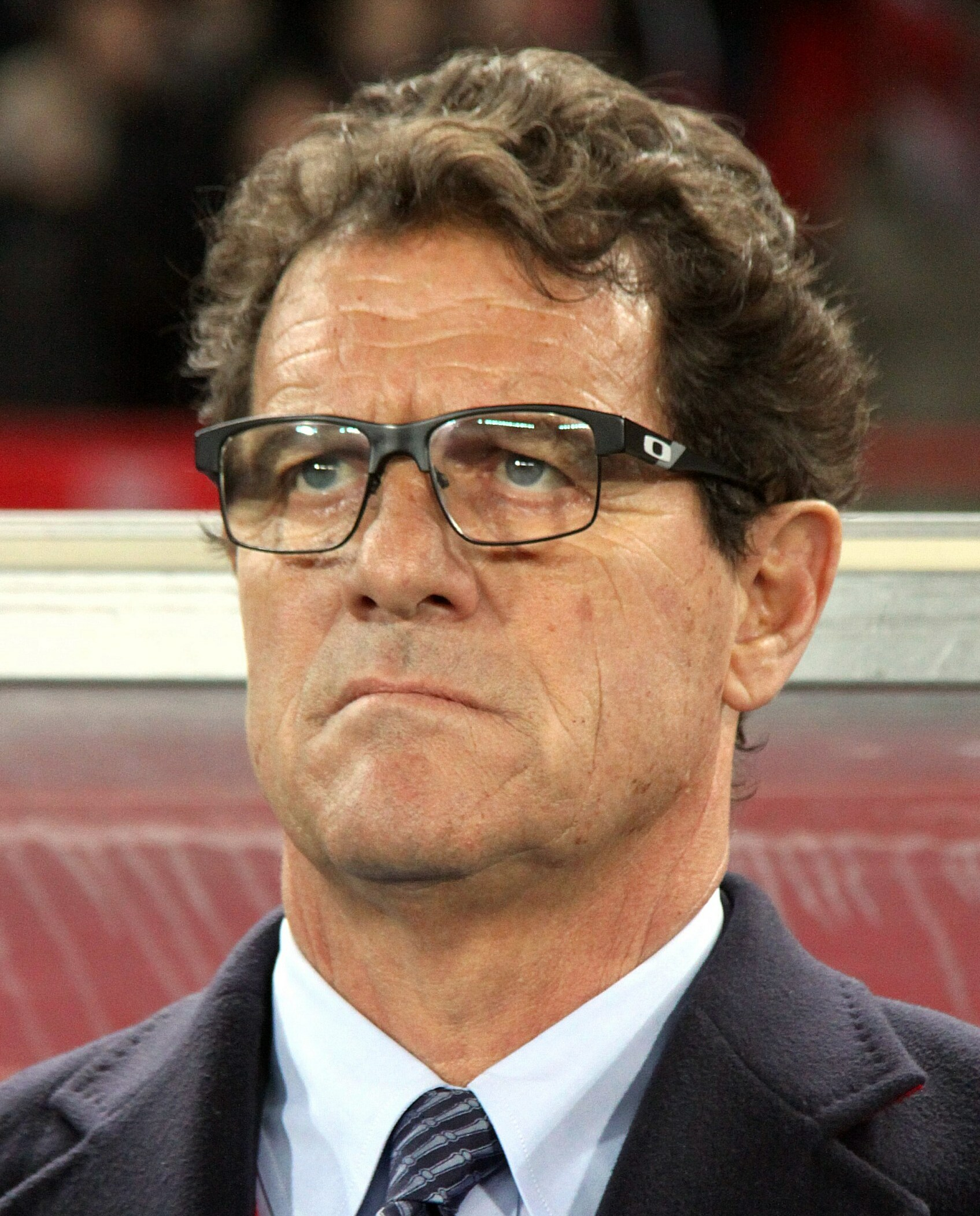
Фабио Капелло
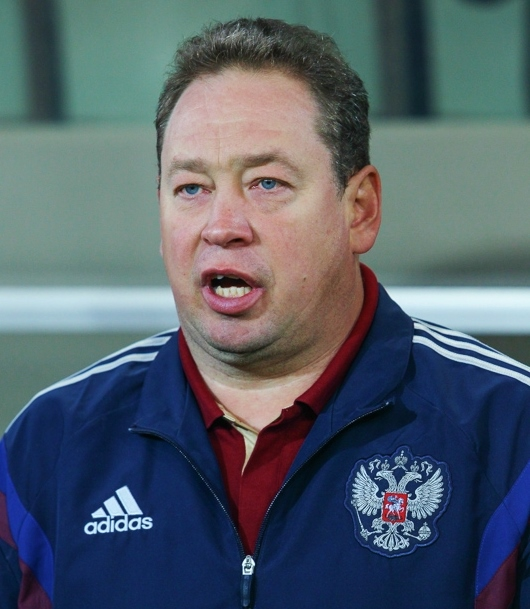
Леонид Слуцкий
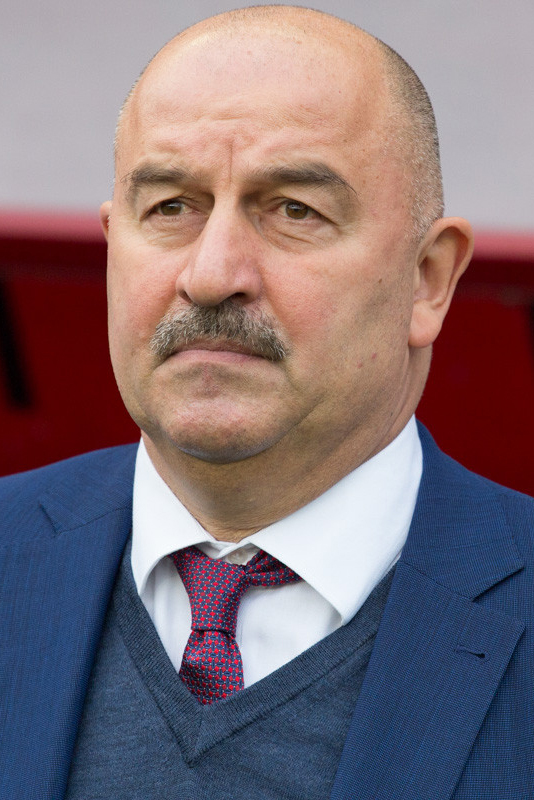
Станислав Черчесов
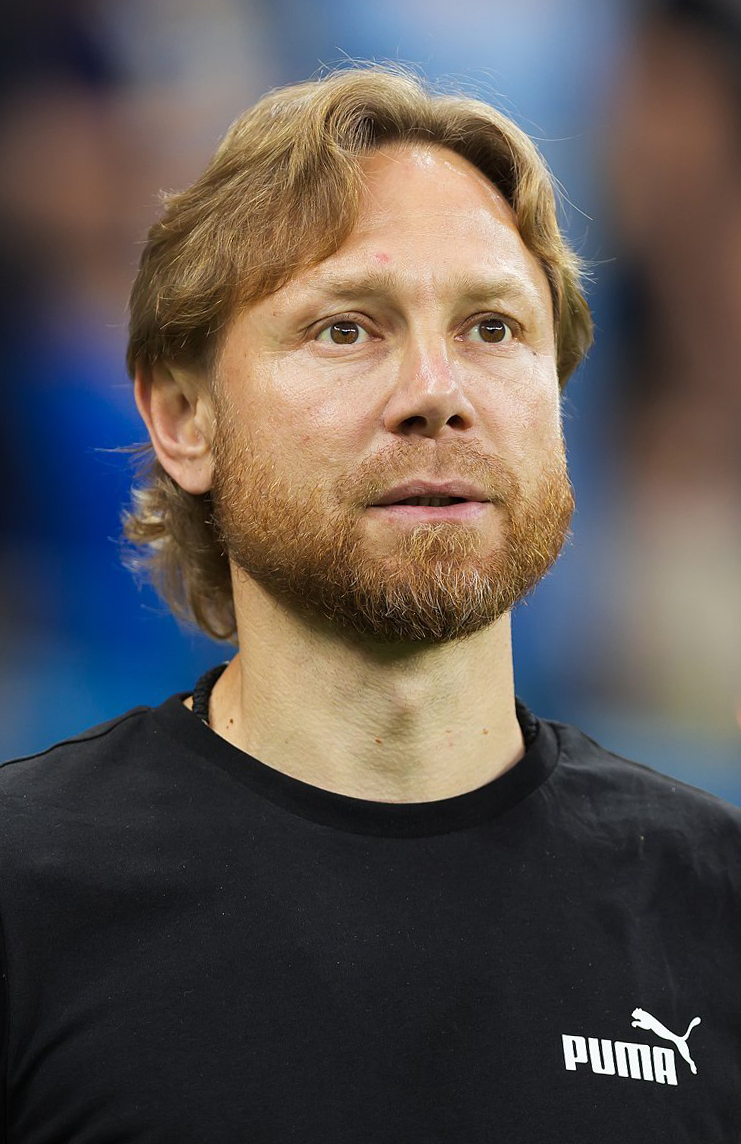
Валерий Карпин

## Основные капитаны сборной

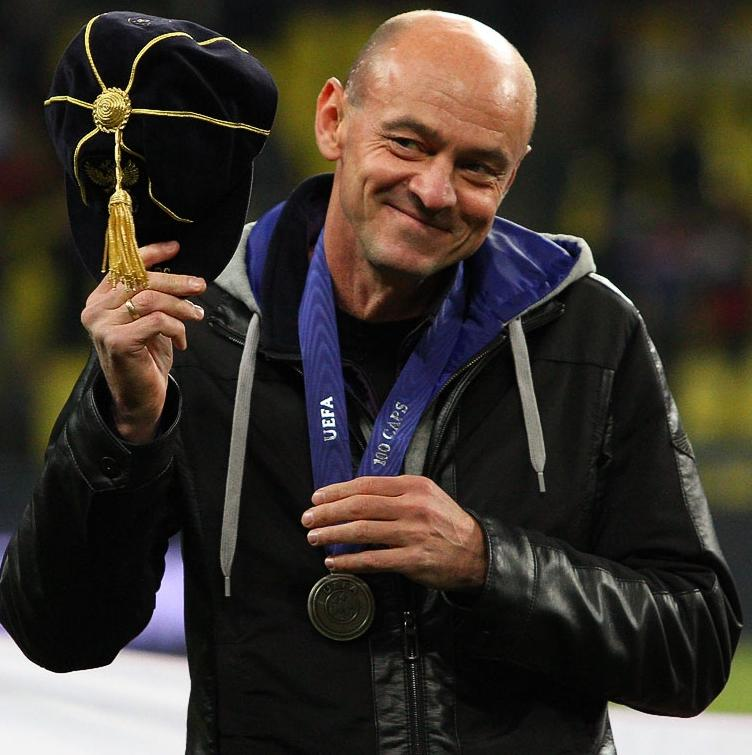
Виктор Онопко — рекордсмен по количеству матчей с капитанской повязкой

| Период    | Капитан            |
| --------- | ------------------ |
| 1912      | Василий Бутусов    |
| 1992      | Станислав Черчесов |
| 1993      | Игорь Шалимов      |
| 1993      | Виктор Онопко      |
| 1994      | Александр Бородюк  |
| 1994      | Дмитрий Харин      |
| 1994—2002 | Виктор Онопко      |
| 2002—2003 | Алексей Смертин    |
| 2003—2004 | Виктор Онопко      |
| 2004—2006 | Алексей Смертин    |
| 2006      | Евгений Алдонин    |
| 2007      | Андрей Аршавин     |
| 2008—2009 | Сергей Семак       |
| 2009—2012 | Андрей Аршавин     |
| 2012—2014 | Игорь Денисов      |
| 2014      | Василий Березуцкий |
| 2014—2016 | Роман Широков      |
| 2016      | Василий Березуцкий |
| 2017—2018 | Игорь Акинфеев     |
| 2018—2021 | Артём Дзюба        |
| 2021—2023 | Георгий Джикия     |
| 2023—2024 | Александр Головин  |

## Форма

Герб России, изображаемый на форме

Традиционными цветами формы сборной являются белый, синий и красный. Домашний комплект формы — как правило, красного цвета, резервный — белого. Долгое время (примерно с 1996 по 2005 годы) основными цветами являлись белый (домашний комплект) и синий (резервный комплект), в 2009—2010 и 2014—2016 годах основная форма была бордового цвета («кремлёвской стены»). Традиционно на форме изображается герб России: до 2006 года и в 2011—2013 годах на форме изображался традиционно логотип Российского футбольного союза в разных вариантах. В 1992 году первые матчи сборная России проводила в форме сборной СССР (производитель Adidas) с советским гербом, который, в отличие от сборной СНГ, на форме не заклеивался.
Первым техническим спонсором сборной стал Reebok, в футболках которого команда играла до 1997 года. В 1993 году заключённый Российским футбольным союзом контракт с Reebok, по которому ряд игроков сборной России обязались играть в бутсах определённой марки, привёл к серьёзному скандалу, известному как «Письмо четырнадцати» — некоторые игроки отказались выполнять условия контракта, вследствие чего им не только сократили премиальные за выход на чемпионат мира 1994 года, но и пригрозили не включить в финальную заявку. Недовольные условиями 14 футболистов составили открытое письмо с требованием немедленно изменить условия вознаграждения игроков и материально-технического снабжения, однако их позицию РФС не поддержал. Семь игроков отозвали свои подписи, остальные семь в заявку на чемпионат мира не были включены. С 1997 по 2008 годы форму сборной поставлял Nike: на протяжении долго времени в его форме доминировали белый и синий цвета. Модель формы сборной России для Евро-2008 стала наиболее раскупаемой формой производства Nike, что было связано отчасти с выступлением сборной, дошедшей до полуфинала турнира. После Евро-2008 и перед началом футбольного сезона 2008/2009 РФС заключил 10-летний контракт с Adidas. В 2022 году Adidas разорвал контракт со сборной из-за вторжения России на Украину.

### Основная форма сборной
| 1992 · (игра против Мексики) | 1992      | 1993      | 1994      | 1995                         | 1996       | 1996 · (игра против Кипра) | 1996 · (игра против Израиля) | 1997 | 1998 · (весна—лето) | 1998—2000 |  |
| 2001—2002                    | 2002—2003 | 2004—2005 | 2006—2007 | 2007 · (игра против Израиля) | Евро 2008  | 2008                       | 2009                         | 2010 | 2011                | 2012—2013 |  |
| 2014—2015                    | Евро-2016 | 2017      | 2018—2019 | 2020—2023                    | 2024—н. в. |                            |                              |      |                     |           |  |

### Резервная форма сборной
| 1993 · (игры против США и Израиля) | 1993 · (игра против Исландии) | 1993 · (игра против Венгрии)           | 1994 · (игра против Мексики)                   | 1994—1995                               | 1996—1997 | 1996 · (игра против Бразилии) | 1997 · (игра против Болгарии) | 1998—2000 | 1998 · (игра против Франции) | 2001—2002 |  |
| 2002—2003                          | 2004—2005                     | 2005 · (игра против Италии)            | 2006—2007 · (игры против Латвии и Нидерландов) | 2007 · (игры против Хорватии и Андорры) | Евро 2008 | 2008—2009                     | 2010                          | 2011      | 2012—2013                    | 2014—2015 |  |
| 2016—2017                          | 2018—2020                     | 2018—2020 · (ЧМ 2018, Лига наций 2019) | 2021—2023                                      | 2024—н. в.                              |           |                               |                               |           |                              |           |  |

### Форма вратарей
| ЧМ-1994                 | Евро-1996            | Евро-1996             | 1998                   | 1998 · (игра против Франции) | 1999                 | 2000                  | 2001                   | ЧМ-2002 · (Основная)    | ЧМ-2002 · (Резервная) | 2006—2007 |
| Евро-2012 · (Резервная) | ЧМ-2014 · (Основная) | ЧМ-2014 · (Резервная) | Евро-2016 · (Основная) | КК-2017 · (Резервная)        | ЧМ-2018 · (Основная) | ЧМ-2018 · (Резервная) | Евро-2020 · (Основная) | Евро-2020 · (Резервная) |                       |           |

## Имидж

### Тренировочная база
В качестве основной учебно-тренировочной базы сборной России в настоящее время используется база в Новогорске, где россияне проводили подготовку к чемпионату мира 2018 года. В июне 2022 года было заявлено о начале строительства новой базы в Сочи.
В 1990-е годы российская сборная также проводила все учебно-тренировочные сборы и соответствующие подготовки к домашним матчам на базе в Новогорске, а в 2000-е годы уже собиралась для тренировок в подмосковном Бору недалеко от Одинцово. В то же время имели место случаи, когда игроки российской сборной проводили подготовку в Тарасовке на базе московского «Спартака» (так, в 2001 году перед домашним матчем против Словении они выбрали эту базу из-за отсутствия полей с подогревом в Бору). После прихода в сборную Гуса Хиддинка было принято решение отказаться от использования базы в Бору, поскольку качество номеров в гостинице, где проживали игроки и тренерский штаб, оставляло желать лучшего. По требованию Хиддинка игроки стали собираться в пятизвёздочных московских отелях, а проводить тренировки — на центральных стадионах Москвы.
В 2006 году один из помощников Хиддинка Йоп Алберда выбрал в качестве базы для подготовки к гостевому матчу с Македонией находившийся в Сочи санаторий «Зелёная роща» — бывшую здравницу ЦК КПСС, на территории которой находилась дача Сталина. Игрокам не понравилось ни питание, ни кровати в номерах, и Хиддинк потребовал в считанные часы предоставить команде отель «Рэдиссон-Лазурная», что и было сделано. Алберда вскоре был отстранён от дальнейшей работы со сборной, а в 2007 году окончательно уволен.

### Освещение в СМИ
Матчи сборной России по футболу традиционно показывают в прямом эфире Первый канал, Россия-1 и Матч ТВ.

### Поддержка
В 2007—2016 годах существовала организация болельщиков сборной России — Всероссийское объединение болельщиков. В 2016 году объединению было поставлено в вину «нарушение норм этики», и оно было исключено из РФС. Ныне основной организацией болельщиков является Russia Unites.
На трибунах во время игры сборной часто исполняется хором песня «Катюша». Неофициальным гимном сборной считается песня «Россия, забей!», написанная рок-группой «Земляне».

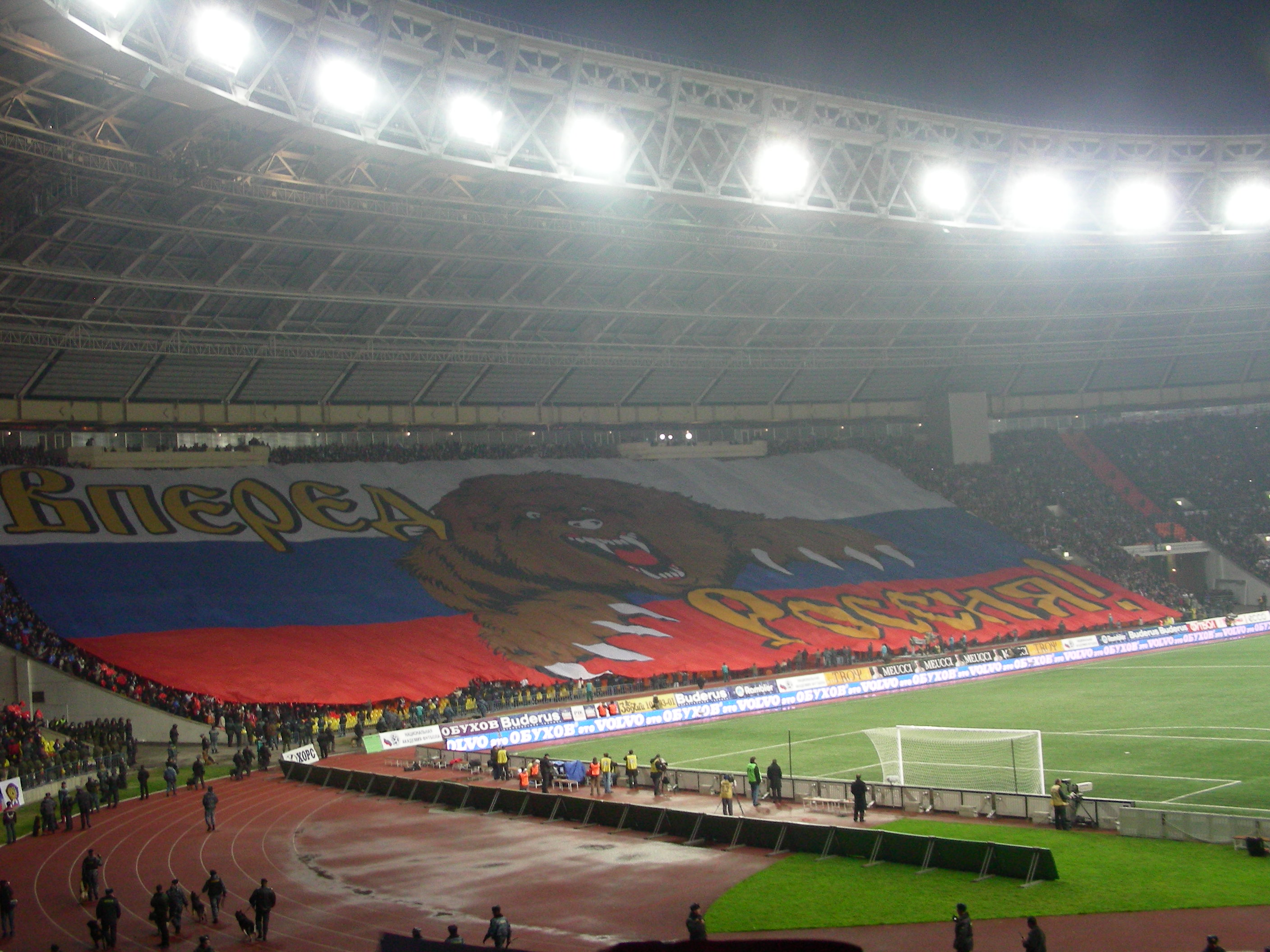
Самый большой в мире баннер (130 на 80 м) на отборочном матче Евро-2008 против Англии в «Лужниках»
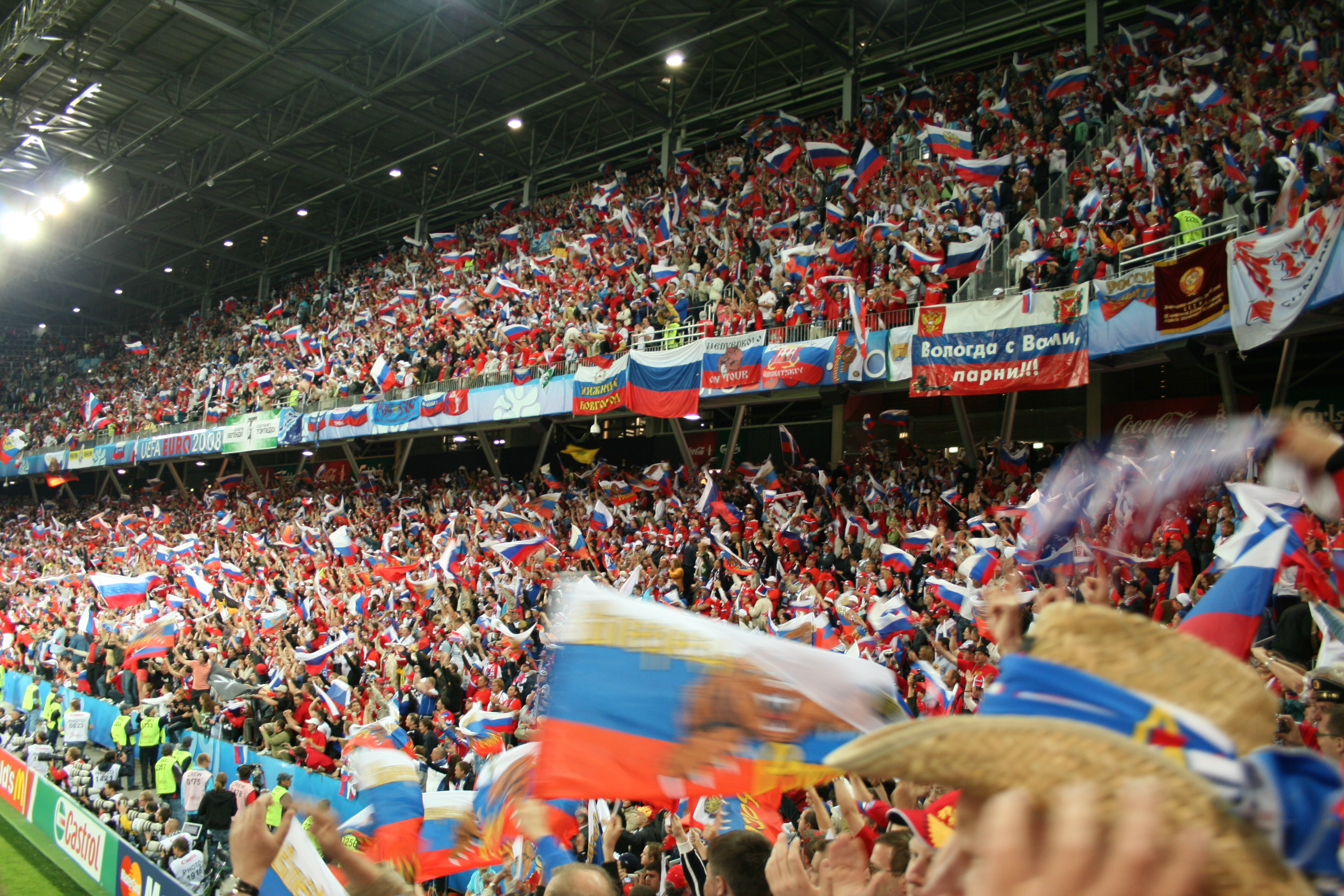
Болельщики сборной России на матче Греция — Россия на Евро-2008
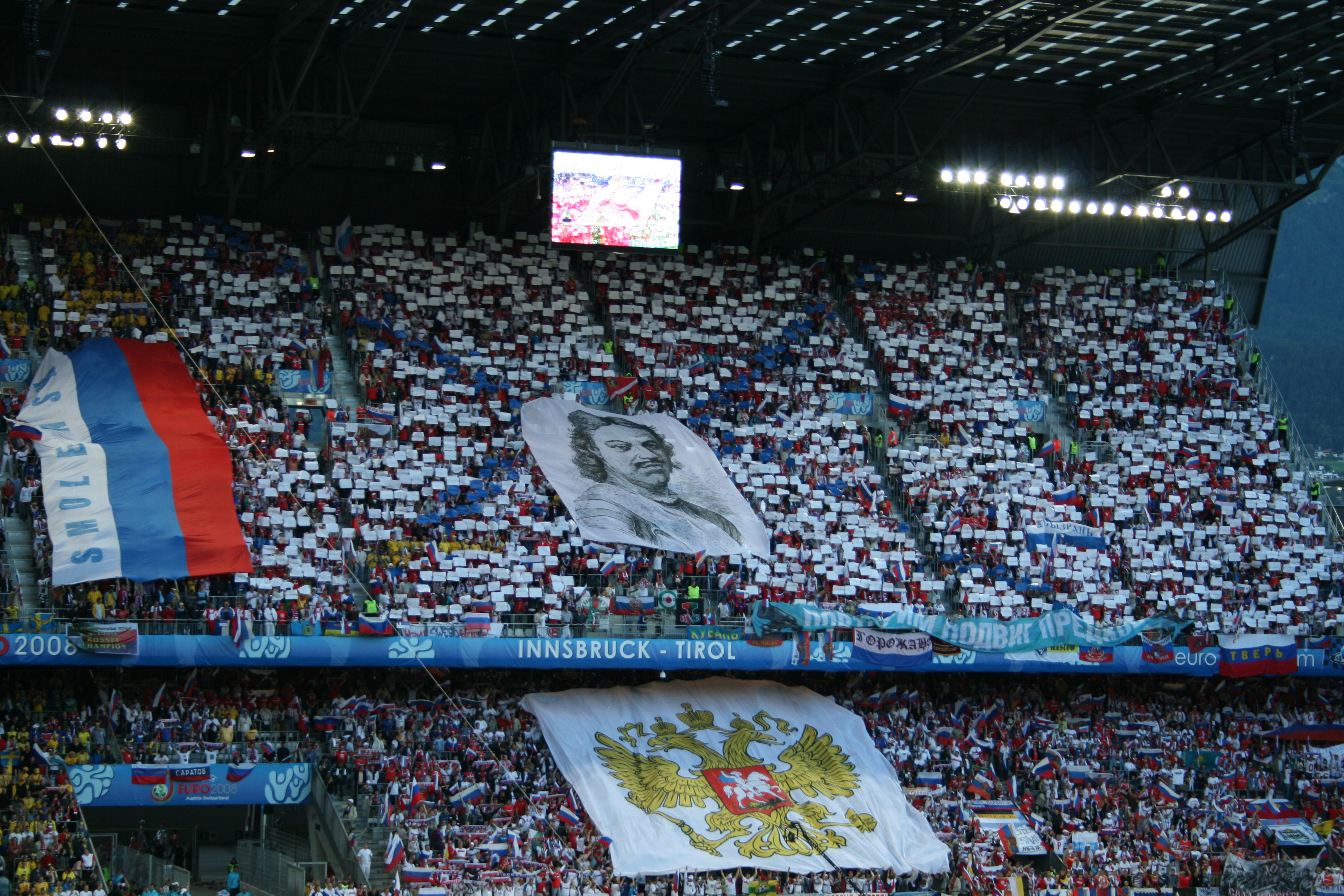
Трибуна болельщиков сборной России на матче Россия — Швеция на Евро 2008
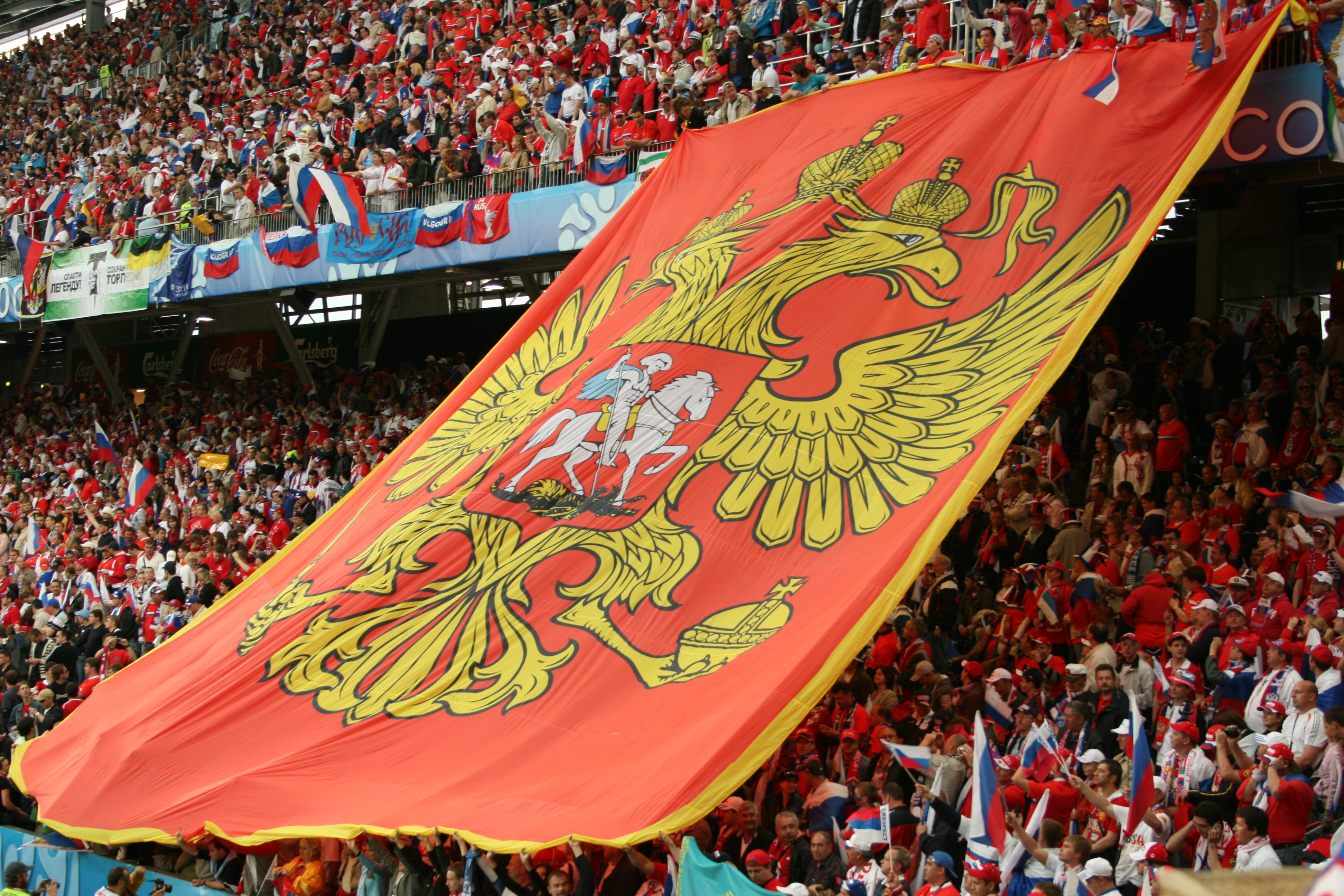
Российские болельщики на матче Россия — Греция на Евро 2008
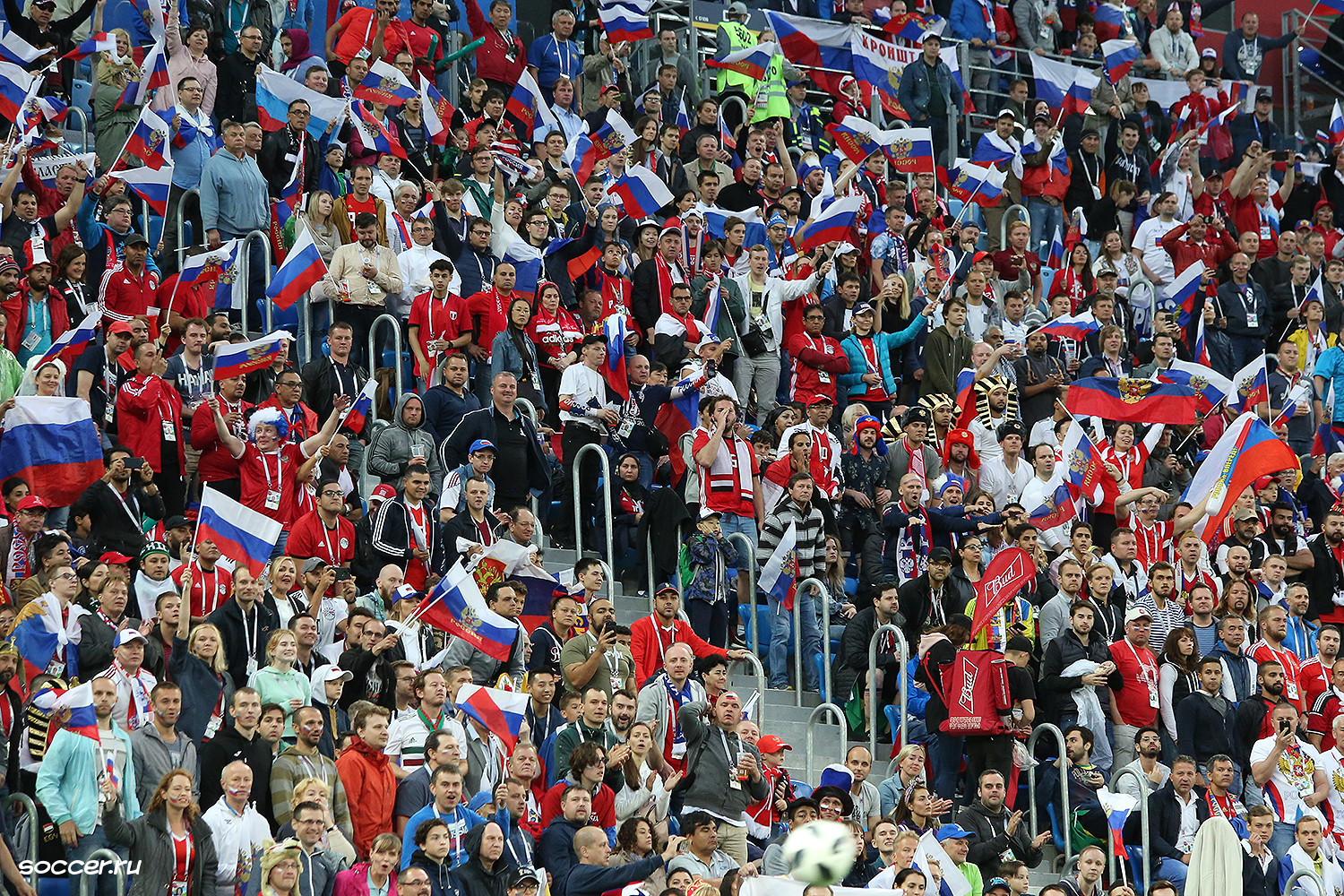
Болельщики сборной на ЧМ-2018

### Отстранение от международных матчей
24 февраля 2022 года российские войска вторглись на Украину. В связи с этим 28 февраля УЕФА и ФИФА приняли решение отстранить сборную России и российские футбольные клубы от международных матчей во всех соревнованиях, проходящих под их эгидой.